# Élections municipales de 2014 en Seine-et-Marne
Les élections municipales se sont déroulées les 23 et 30 mars 2014 en Seine-et-Marne.

## Maires sortants et maires élus
Le scrutin est marqué par une progression de la droite dans le département. La gauche perd Chelles, Courtry, Dammartin-en-Goële, La Ferté-sous-Jouarre, Mouroux, Roissy-en-Brie, Saint-Fargeau-Ponthierry et Villeparisis. Les écologistes remportent Thorigny-sur-Marne. La droite gagne Avon contre DLR, Bussy-Saint-Georges face au CNIP, et se maintient dans les principales villes du département. L’UDI conserve Brou-sur-Chantereine, Le Mée-sur-Seine, Montereau-Fault-Yonne, Moret-sur-Loing et Serris. Battus à Lésigny, les centristes l'emportent à Lagny-sur-Marne.
| Commune                   | Population | Maire sortant            | Parti | Parti | Maire élu                | Parti | Parti |
| ------------------------- | ---------- | ------------------------ | ----- | ----- | ------------------------ | ----- | ----- |
| Avon                      | 14 084     | Jean-Pierre Le Poulain   |       | DLR   | Marie-Charlotte Nouhaud  |       | DVD   |
| Bailly-Romainvilliers     | 6 884      | Arnaud de Belenet        |       | UMP   | Arnaud de Belenet        |       | UMP   |
| Bois-le-Roi               | 5 649      | Nicole Delporte          |       | DVD   | Jérôme Mabille           |       | DVD   |
| Brie-Comte-Robert         | 16 075     | Jean Laviolette          |       | PS    | Jean Laviolette          |       | PS    |
| Brou-sur-Chantereine      | 4 324      | Antonio de Carvalho      |       | UDI   | Antonio de Carvalho      |       | UDI   |
| Bussy-Saint-Georges       | 25 135     | Hugues Rondeau           |       | CNIP  | Chantal Brunel           |       | UMP   |
| Cesson                    | 9 092      | Olivier Chaplet          |       | DVD   | Olivier Chaplet          |       | UMP   |
| Champagne-sur-Seine       | 6 499      | François Roger           |       | PS    | Jean-Pierre Vernery      |       | PS    |
| Champs-sur-Marne          | 24 499     | Maud Tallet              |       | PCF   | Maud Tallet              |       | PCF   |
| Chelles                   | 52 817     | Jean-Paul Planchou       |       | PS    | Brice Rabaste            |       | UMP   |
| Chessy                    | 4 355      | Olivier Bourjot          |       | DVD   | Olivier Bourjot          |       | DVD   |
| Claye-Souilly             | 11 122     | Yves Albarello           |       | UMP   | Yves Albarello           |       | UMP   |
| Combs-la-Ville            | 21 908     | Guy Geoffroy             |       | UMP   | Guy Geoffroy             |       | UMP   |
| Coulommiers               | 14 622     | Franck Riester           |       | UMP   | Franck Riester           |       | UMP   |
| Courtry                   | 6 280      | Jean-Luc Pilard          |       | DVG   | Xavier Vanderbise        |       | DVD   |
| Crécy-la-Chapelle         | 4 250      | Michel Houel             |       | UMP   | Michel Houel             |       | UMP   |
| Crégy-lès-Meaux           | 4 339      | Gérard Chomont           |       | PS    | Gérard Chomont           |       | PS    |
| Dammarie-les-Lys          | 20 661     | Jean-Claude Mignon       |       | UMP   | Gilles Battail           |       | UMP   |
| Dammartin-en-Goële        | 8 258      | Stéphane Jabut           |       | PS    | Michel Dutruge           |       | DVD   |
| Émerainville              | 7 253      | Alain Kelyor             |       | UMP   | Alain Kelyor             |       | UMP   |
| Esbly                     | 5 882      | Valérie Pottiez-Husson   |       | UMP   | Valérie Pottiez-Husson   |       | UMP   |
| Fontainebleau             | 14 708     | Frédéric Valletoux       |       | UMP   | Frédéric Valletoux       |       | UMP   |
| Fontenay-Trésigny         | 5 218      | Jacques Profit           |       | DVG   | Patrick Rossilli         |       | DVG   |
| Gretz-Armainvilliers      | 8 066      | Jean-Paul Garcia         |       | DVD   | Jean-Paul Garcia         |       | DVD   |
| Jouarre                   | 4 184      | Pierre Goullieux         |       | UMP   | Fabien Vallee            |       | DVD   |
| La Ferté-Gaucher          | 4 557      | Yves Jaunaux             |       | UMP   | Yves Jaunaux             |       | UMP   |
| La Ferté-sous-Jouarre     | 9 222      | Nathalie Pierre          |       | PS    | Ugo Pezzetta             |       | UMP   |
| Lagny-sur-Marne           | 20 306     | Sylvie Bonnin            |       | DVD   | Jean-Paul Michel         |       | UDI   |
| Le Châtelet-en-Brie       | 4 413      | Alain Mazard             |       | DVD   | Alain Mazard             |       | DVD   |
| Le Mée-sur-Seine          | 20 693     | Franck Vernin            |       | UDI   | Franck Vernin            |       | UDI   |
| Lésigny                   | 7 429      | Gérard Ruffin            |       | UDI   | Michel Papin             |       | DVD   |
| Lieusaint                 | 10 441     | Michel Bisson            |       | PS    | Michel Bisson            |       | PS    |
| Lognes                    | 14 410     | Michel Ricart            |       | PS    | Michel Ricart            |       | PS    |
| Magny-le-Hongre           | 6 580      | Jean-Paul Balcou         |       | UMP   | Jean-Paul Balcou         |       | UMP   |
| Meaux                     | 52 225     | Jean-François Copé       |       | UMP   | Jean-François Copé       |       | UMP   |
| Melun                     | 39 497     | Gérard Millet            |       | UMP   | Gérard Millet            |       | UMP   |
| Mitry-Mory                | 18 828     | Corinne Dupont           |       | PCF   | Corinne Dupont           |       | PCF   |
| Moissy-Cramayel           | 17 243     | Jean-Jacques Fournier    |       | PS    | Line Magne               |       | PS    |
| Montereau-Fault-Yonne     | 16 573     | Yves Jégo                |       | UDI   | Yves Jégo                |       | UDI   |
| Montévrain                | 8 950      | Christian Robache        |       | UMP   | Christian Robache        |       | UMP   |
| Moret-sur-Loing           | 4 318      | Patrick Septiers         |       | UDI   | Patrick Septiers         |       | UDI   |
| Mormant                   | 4 433      | Anne-Marie Abiven        |       | UMP   | Sylvain Clerin           |       | DVD   |
| Mouroux                   | 4 997      | Élisabeth Escuyer        |       | PS    | Joseph Allebe            |       | DVD   |
| Nandy                     | 5 851      | René Réthoré             |       | PS    | René Réthoré             |       | PS    |
| Nangis                    | 8 165      | Michel Billout           |       | PCF   | Michel Billout           |       | PCF   |
| Nanteuil-lès-Meaux        | 5 454      | Régis Sarazin            |       | DVD   | Régis Sarazin            |       | DVD   |
| Nemours                   | 12 822     | Valérie Lacroute         |       | UMP   | Valérie Lacroute         |       | UMP   |
| Noisiel                   | 15 786     | Daniel Vachez            |       | PS    | Daniel Vachez            |       | PS    |
| Othis                     | 6 458      | Bernard Corneille        |       | DVG   | Bernard Corneille        |       | DVG   |
| Ozoir-la-Ferrière         | 20 123     | Jean-François Oneto      |       | UMP   | Jean-Francois Oneto      |       | UMP   |
| Pontault-Combault         | 36 458     | Monique Delessard        |       | PS    | Monique Delessard        |       | PS    |
| Provins                   | 12 206     | Christian Jacob          |       | UMP   | Christian Jacob          |       | UMP   |
| Quincy-Voisins            | 5 092      | Jean-Jacques Jego        |       | DVG   | Jean-Jacques Jego        |       | DVG   |
| Roissy-en-Brie            | 22 436     | Sylvie Fuchs             |       | PCF   | Mathilde Priest Godet    |       | UMP   |
| Saint-Fargeau-Ponthierry  | 12 909     | Lionel Walker            |       | DVG   | Jérôme Guyard            |       | UMP   |
| Saint-Pathus              | 5 901      | Jean-Benoît Pinturier    |       | DVG   | Jean-Benoît Pinturier    |       | DVG   |
| Saint-Pierre-lès-Nemours  | 5 575      | Bernard Rodier           |       | DVD   | Bernard Rodier           |       | DVD   |
| Saint-Thibault-des-Vignes | 6 259      | Sinclair Vouriot         |       | CNIP  | Sinclair Vouriot         |       | CNIP  |
| Savigny-le-Temple         | 29 074     | Marie-Line Pichery       |       | PS    | Marie-Line Pichery       |       | PS    |
| Serris                    | 7 866      | Denis Gayaudon           |       | UDI   | Philippe Descrouet       |       | UDI   |
| Souppes-sur-Loing         | 5 494      | Pierre Babut             |       | DVG   | Pierre Babut             |       | DVG   |
| Thorigny-sur-Marne        | 9 125      | Thibaud Guillemet        |       | PS    | Thibaud Guillemet        |       | EELV  |
| Torcy                     | 22 866     | Guillaume Le Lay-Felzine |       | PS    | Guillaume Le Lay-Felzine |       | PS    |
| Tournan-en-Brie           | 8 174      | Laurent Gautier          |       | PS    | Laurent Gautier          |       | PS    |
| Trilport                  | 4 866      | Jean-Michel Morer        |       | PS    | Jean-Michel Morer        |       | PS    |
| Vaires-sur-Marne          | 12 812     | Jean-Pierre Noyelles     |       | UMP   | Jean-Pierre Noyelles     |       | UMP   |
| Vaux-le-Pénil             | 10 803     | Pierre Herrero           |       | DVG   | Pierre Herrero           |       | DVG   |
| Veneux-les-Sablons        | 4 820      | Michel Bénard            |       | PS    | Michel Bénard            |       | PS    |
| Vert-Saint-Denis          | 6 986      | Éric Bareille            |       | PS    | Éric Bareille            |       | PS    |
| Villenoy                  | 4 161      | Roger Paoletti           |       | DVG   | Michel Venries           |       | DVG   |
| Villeparisis              | 24 525     | José Hennequin           |       | PS    | Hervé Touguet            |       | UMP   |

## Résultats dans les communes de plus de4 000 habitants

### Avon
- Maire sortant : Jean-Pierre Le Poulain (DLR)
- 33 sièges à pourvoir au conseil municipal (population légale 2011 : 14 084 habitants)
- 12 sièges à pourvoir au conseil communautaire (CA du Pays de Fontainebleau)

| Tête de liste            | Tête de liste                 | Liste          | Premier tour | Premier tour | Second tour | Second tour | Sièges | Sièges |
| Tête de liste            | Tête de liste                 | Liste          | Voix         | %            | Voix        | %           | CM     | CC     |
| ------------------------ | ----------------------------- | -------------- | ------------ | ------------ | ----------- | ----------- | ------ | ------ |
|                          | Jean-Pierre Le Poulain *      | DVD            | 1 700        | 34,88        | 1 933       | 38,87       | 6      | 2      |
|                          | Marie-Charlotte Nouhaud       | DVD            | 1 095        | 22,47        | 1 991       | 40,04       | 24     | 9      |
|                          | Béatrice Rucheton Nee Pietton | DVD            | 952          | 19,53        |             |             |        |        |
|                          | Dimitri Bandini               | PS-PCF-EELV    | 945          | 19,39        | 1 048       | 21,07       | 3      | 1      |
|                          | Lamia Kort                    | DVG            | 181          | 3,71         |             |             |        |        |
|                          |                               |                |              |              |             |             |        |        |
| Inscrits                 | Inscrits                      | Inscrits       | 9 207        | 100,00       | 9 205       | 100,00      |        |        |
| Abstentions              | Abstentions                   | Abstentions    | 4 177        | 45,37        | 4 093       | 44,46       |        |        |
| Votants                  | Votants                       | Votants        | 5 030        | 54,63        | 5 112       | 55,54       |        |        |
| Blancs et nuls           | Blancs et nuls                | Blancs et nuls | 157          | 3,12         | 140         | 2,74        |        |        |
| Exprimés                 | Exprimés                      | Exprimés       | 4 873        | 96,88        | 4 972       | 97,26       |        |        |
| * Liste du maire sortant |                               |                |              |              |             |             |        |        |

### Bailly-Romainvilliers
- Maire sortant : Arnaud de Belenet (UMP)
- 29 sièges à pourvoir au conseil municipal (population légale 2011 : 6 884 habitants)
- 7 sièges à pourvoir au conseil communautaire (CA Val d'Europe Agglomération)

|                          | Arnaud de Belenet * | UMP            | 1 800 | 86,00  | 27 | 7 |  |  |
|                          | Michel Lecointre    | DVG            | 293   | 13,99  | 2  |   |  |  |
|                          |                     |                |       |        |    |   |  |  |
| Inscrits                 | Inscrits            | Inscrits       | 3 747 | 100,00 |    |   |  |  |
| Abstentions              | Abstentions         | Abstentions    | 1 591 | 42,46  |    |   |  |  |
| Votants                  | Votants             | Votants        | 2 156 | 57,54  |    |   |  |  |
| Blancs et nuls           | Blancs et nuls      | Blancs et nuls | 63    | 2,92   |    |   |  |  |
| Exprimés                 | Exprimés            | Exprimés       | 2 093 | 97,08  |    |   |  |  |
| * Liste du maire sortant |                     |                |       |        |    |   |  |  |

### Bois-le-Roi
- Maire sortant : Nicole Delporte (DVD)
- 29 sièges à pourvoir au conseil municipal (population légale 2011 : 5 649 habitants)
- 11 sièges à pourvoir au conseil communautaire (CA du Pays de Fontainebleau)

| Tête de liste            | Tête de liste     | Liste          | Premier tour | Premier tour | Second tour | Second tour | Sièges | Sièges |
| Tête de liste            | Tête de liste     | Liste          | Voix         | %            | Voix        | %           | CM     | CC     |
| ------------------------ | ----------------- | -------------- | ------------ | ------------ | ----------- | ----------- | ------ | ------ |
|                          | Jérôme Mabille    | DVD            | 1 139        | 41,43        | 1 355       | 45,09       | 21     | 9      |
|                          | Nicole Delporte * | DVD            | 1 070        | 38,92        | 1 229       | 40,89       | 6      | 2      |
|                          | Solange Blais     | DVG            | 540          | 19,64        | 421         | 14,00       | 2      |        |
|                          |                   |                |              |              |             |             |        |        |
| Inscrits                 | Inscrits          | Inscrits       | 4 910        | 100,00       | 4 911       | 100,00      |        |        |
| Abstentions              | Abstentions       | Abstentions    | 2 086        | 42,48        | 1 871       | 38,10       |        |        |
| Votants                  | Votants           | Votants        | 2 824        | 57,52        | 3 040       | 61,90       |        |        |
| Blancs et nuls           | Blancs et nuls    | Blancs et nuls | 75           | 2,66         | 35          | 1,15        |        |        |
| Exprimés                 | Exprimés          | Exprimés       | 2 749        | 97,34        | 3 005       | 98,85       |        |        |
| * Liste du maire sortant |                   |                |              |              |             |             |        |        |

### Brie-Comte-Robert
- Maire sortant : Jean Laviolette (PS)
- 33 sièges à pourvoir au conseil municipal (population légale 2011 : 16 075 habitants)
- 15 sièges à pourvoir au conseil communautaire (CC de l'Orée de la Brie)

| Tête de liste            | Tête de liste       | Liste          | Premier tour | Premier tour | Second tour | Second tour | Sièges | Sièges |
| Tête de liste            | Tête de liste       | Liste          | Voix         | %            | Voix        | %           | CM     | CC     |
| ------------------------ | ------------------- | -------------- | ------------ | ------------ | ----------- | ----------- | ------ | ------ |
|                          | Jean Laviolette *   | PS             | 2 654        | 48,18        | 2 691       | 47,93       | 25     | 11     |
|                          | Anne-Marie Dutertre | UMP-UDI        | 1 874        | 34,02        | 2 138       | 38,08       | 6      | 3      |
|                          | Morgann Vanacker    | FN             | 980          | 17,79        | 785         | 13,98       | 2      | 1      |
|                          |                     |                |              |              |             |             |        |        |
| Inscrits                 | Inscrits            | Inscrits       | 10 192       | 100,00       | 10 192      | 100,00      |        |        |
| Abstentions              | Abstentions         | Abstentions    | 4 534        | 44,49        | 4 458       | 43,74       |        |        |
| Votants                  | Votants             | Votants        | 5 658        | 55,51        | 5 734       | 56,26       |        |        |
| Blancs et nuls           | Blancs et nuls      | Blancs et nuls | 150          | 2,65         | 120         | 2,09        |        |        |
| Exprimés                 | Exprimés            | Exprimés       | 5 508        | 97,35        | 5 614       | 97,91       |        |        |
| * Liste du maire sortant |                     |                |              |              |             |             |        |        |

### Brou-sur-Chantereine
- Maire sortant : Antonio de Carvalho (UDI)
- 27 sièges à pourvoir au conseil municipal (population légale 2011 : 4 324 habitants)
- 7 sièges à pourvoir au conseil communautaire (CA Paris - Vallée de la Marne)

| Tête de liste            | Tête de liste            | Liste          | Premier tour | Premier tour | Second tour | Second tour | Sièges | Sièges |
| Tête de liste            | Tête de liste            | Liste          | Voix         | %            | Voix        | %           | CM     | CC     |
| ------------------------ | ------------------------ | -------------- | ------------ | ------------ | ----------- | ----------- | ------ | ------ |
|                          | Antonio de Carvalho *    | UMP-UDI        | 592          | 38,54        | 781         | 50,81       | 21     | 6      |
|                          | Christian Berezoutsky    | PS-PCF-EELV    | 572          | 37,23        | 756         | 49,18       | 6      | 1      |
|                          | Marie-Madeleine Bertheau | DVD            | 372          | 24,21        |             |             |        |        |
|                          |                          |                |              |              |             |             |        |        |
| Inscrits                 | Inscrits                 | Inscrits       | 2 909        | 100,00       | 2 909       | 100,00      |        |        |
| Abstentions              | Abstentions              | Abstentions    | 1 313        | 45,14        | 1 285       | 44,17       |        |        |
| Votants                  | Votants                  | Votants        | 1 596        | 54,86        | 1 624       | 55,83       |        |        |
| Blancs et nuls           | Blancs et nuls           | Blancs et nuls | 60           | 3,76         | 87          | 5,36        |        |        |
| Exprimés                 | Exprimés                 | Exprimés       | 1 536        | 96,24        | 1 537       | 94,64       |        |        |
| * Liste du maire sortant |                          |                |              |              |             |             |        |        |

### Bussy-Saint-Georges
- Maire sortant : Hugues Rondeau (CNIP)
- 35 sièges à pourvoir au conseil municipal (population légale 2011 : 25 135 habitants)
- 5 sièges à pourvoir au conseil communautaire (CA de Marne et Gondoire)

| Tête de liste            | Tête de liste    | Liste          | Premier tour | Premier tour | Second tour | Second tour | Sièges | Sièges |
| Tête de liste            | Tête de liste    | Liste          | Voix         | %            | Voix        | %           | CM     | CC     |
| ------------------------ | ---------------- | -------------- | ------------ | ------------ | ----------- | ----------- | ------ | ------ |
|                          | Chantal Brunel   | UMP-UDI        | 2 586        | 32,64        | 3 276       | 40,57       | 25     | 4      |
|                          | Hugues Rondeau * | DVD            | 1 791        | 22,60        | 2 806       | 34,75       | 6      | 1      |
|                          | Nabia Pisi       | DVD            | 1 536        | 19,38        | 1 992       | 24,67       | 4      |        |
|                          | Christian Raoult | PS-PCF-EELV    | 918          | 11,58        |             |             |        |        |
|                          | Paul Faye        | DVD            | 835          | 10,54        |             |             |        |        |
|                          | Stéphane Berthin | FG             | 256          | 3,23         |             |             |        |        |
|                          |                  |                |              |              |             |             |        |        |
| Inscrits                 | Inscrits         | Inscrits       | 14 193       | 100,00       | 14 193      | 100,00      |        |        |
| Abstentions              | Abstentions      | Abstentions    | 6 093        | 42,93        | 5 837       | 41,13       |        |        |
| Votants                  | Votants          | Votants        | 8 100        | 57,07        | 8 356       | 58,87       |        |        |
| Blancs et nuls           | Blancs et nuls   | Blancs et nuls | 178          | 2,20         | 282         | 3,37        |        |        |
| Exprimés                 | Exprimés         | Exprimés       | 7 922        | 97,80        | 8 074       | 96,63       |        |        |
| * Liste du maire sortant |                  |                |              |              |             |             |        |        |

### Cesson
- Maire sortant : Olivier Chaplet (DVD)
- 29 sièges à pourvoir au conseil municipal (population légale 2011 : 9 092 habitants)
- 5 sièges à pourvoir au conseil communautaire (CA Grand Paris Sud)

|                          | Olivier Chaplet * | DVD            | 2 698 | 69,86  | 25 | 5 |  |  |
|                          | Philippe Stevance | DVG            | 1 164 | 30,13  | 4  |   |  |  |
|                          |                   |                |       |        |    |   |  |  |
| Inscrits                 | Inscrits          | Inscrits       | 6 691 | 100,00 |    |   |  |  |
| Abstentions              | Abstentions       | Abstentions    | 2 647 | 39,56  |    |   |  |  |
| Votants                  | Votants           | Votants        | 4 044 | 60,44  |    |   |  |  |
| Blancs et nuls           | Blancs et nuls    | Blancs et nuls | 182   | 4,50   |    |   |  |  |
| Exprimés                 | Exprimés          | Exprimés       | 3 862 | 95,50  |    |   |  |  |
| * Liste du maire sortant |                   |                |       |        |    |   |  |  |

### Champagne-sur-Seine
- Maire sortant : François Roger
- 29 sièges à pourvoir au conseil municipal (population légale 2011 : 6 499 habitants)
- 5 sièges à pourvoir au conseil communautaire (CC Moret Seine et Loing)

|                          | François Roger *  | PS             | 727   | 58,02  | 23 | 4 |  |  |
|                          | Christian Deparis | DVD            | 526   | 41,97  | 6  | 1 |  |  |
|                          | Michel Gonord     | DVG            | 0     | 0,00   |    |   |  |  |
|                          |                   |                |       |        |    |   |  |  |
| Inscrits                 | Inscrits          | Inscrits       | 3 811 | 100,00 |    |   |  |  |
| Abstentions              | Abstentions       | Abstentions    | 1 483 | 38,91  |    |   |  |  |
| Votants                  | Votants           | Votants        | 2 328 | 61,09  |    |   |  |  |
| Blancs et nuls           | Blancs et nuls    | Blancs et nuls | 1 075 | 46,18  |    |   |  |  |
| Exprimés                 | Exprimés          | Exprimés       | 1 253 | 53,82  |    |   |  |  |
| * Liste du maire sortant |                   |                |       |        |    |   |  |  |

### Champs-sur-Marne
- Maire sortant : Maud Tallet (PCF)
- 35 sièges à pourvoir au conseil municipal (population légale 2011 : 24 499 habitants)
- 12 sièges à pourvoir au conseil communautaire (CA Paris - Vallée de la Marne)

|                          | Maud Tallet *  | PS-PCF-EELV    | 4 254  | 60,70  | 28 | 10 |  |  |
|                          | Éric Bitbol    | UMP            | 2 754  | 39,29  | 7  | 2  |  |  |
|                          |                |                |        |        |    |    |  |  |
| Inscrits                 | Inscrits       | Inscrits       | 14 070 | 100,00 |    |    |  |  |
| Abstentions              | Abstentions    | Abstentions    | 6 677  | 47,46  |    |    |  |  |
| Votants                  | Votants        | Votants        | 7 393  | 52,54  |    |    |  |  |
| Blancs et nuls           | Blancs et nuls | Blancs et nuls | 385    | 5,21   |    |    |  |  |
| Exprimés                 | Exprimés       | Exprimés       | 7 008  | 94,79  |    |    |  |  |
| * Liste du maire sortant |                |                |        |        |    |    |  |  |

### Chelles
- Maire sortant : Jean-Paul Planchou (PS)
- 45 sièges à pourvoir au conseil municipal (population légale 2011 : 52 817 habitants)
- 19 sièges à pourvoir au conseil communautaire (CA Paris - Vallée de la Marne)

| Tête de liste            | Tête de liste       | Liste          | Premier tour | Premier tour | Second tour | Second tour | Sièges | Sièges |
| Tête de liste            | Tête de liste       | Liste          | Voix         | %            | Voix        | %           | CM     | CC     |
| ------------------------ | ------------------- | -------------- | ------------ | ------------ | ----------- | ----------- | ------ | ------ |
|                          | Brice Rabaste       | UMP-UDI        | 5 820        | 35,58        | 8 446       | 47,07       | 34     | 14     |
|                          | Jean-Paul Planchou* | PS-PCF-EELV    | 5 630        | 34,42        | 7 607       | 42,40       | 9      | 4      |
|                          | Renaud Persson      | FN             | 3 172        | 19,39        | 1 887       | 10,51       | 2      | 1      |
|                          | Frank Mouly         | FG             | 1 064        | 6,50         |             |             |        |        |
|                          | Toufik Bouallaga    | DVG            | 670          | 4,09         |             |             |        |        |
|                          |                     |                |              |              |             |             |        |        |
| Inscrits                 | Inscrits            | Inscrits       | 31 740       | 100,00       | 31 740      | 100,00      |        |        |
| Abstentions              | Abstentions         | Abstentions    | 14 946       | 47,09        | 13 351      | 42,06       |        |        |
| Votants                  | Votants             | Votants        | 16 794       | 52,91        | 18 389      | 57,94       |        |        |
| Blancs et nuls           | Blancs et nuls      | Blancs et nuls | 438          | 2,61         | 449         | 2,44        |        |        |
| Exprimés                 | Exprimés            | Exprimés       | 16 356       | 97,39        | 17 940      | 97,56       |        |        |
| * Liste du maire sortant |                     |                |              |              |             |             |        |        |

### Chessy
- Maire sortant : Olivier Bourjot
- 27 sièges à pourvoir au conseil municipal (population légale 2011 : 4 355 habitants)
- 6 sièges à pourvoir au conseil communautaire (CA Val d'Europe Agglomération)

|                          | Olivier Bourjot *    | DVD            | 958   | 64,59  | 23 | 6 |  |  |
|                          | Xavier Lachapelle    | DVG            | 270   | 18,20  | 2  |   |  |  |
|                          | Jean-Pierre Gallardo | DVD            | 255   | 17,19  | 2  |   |  |  |
|                          |                      |                |       |        |    |   |  |  |
| Inscrits                 | Inscrits             | Inscrits       | 2 500 | 100,00 |    |   |  |  |
| Abstentions              | Abstentions          | Abstentions    | 988   | 39,52  |    |   |  |  |
| Votants                  | Votants              | Votants        | 1 512 | 60,48  |    |   |  |  |
| Blancs et nuls           | Blancs et nuls       | Blancs et nuls | 29    | 1,92   |    |   |  |  |
| Exprimés                 | Exprimés             | Exprimés       | 1 483 | 98,08  |    |   |  |  |
| * Liste du maire sortant |                      |                |       |        |    |   |  |  |

### Claye-Souilly
- Maire sortant : Yves Albarello (UMP)
- 33 sièges à pourvoir au conseil municipal (population légale 2011 : 11 122 habitants)
- 5 sièges à pourvoir au conseil communautaire (CA Roissy Pays de France)

|                          | Yves Albarello * | UMP            | 3 097 | 72,14  | 29 | 5 |  |  |
|                          | Renaud Hee       | EELV           | 1 196 | 27,85  | 4  |   |  |  |
|                          |                  |                |       |        |    |   |  |  |
| Inscrits                 | Inscrits         | Inscrits       | 7 356 | 100,00 |    |   |  |  |
| Abstentions              | Abstentions      | Abstentions    | 2 902 | 39,45  |    |   |  |  |
| Votants                  | Votants          | Votants        | 4 454 | 60,55  |    |   |  |  |
| Blancs et nuls           | Blancs et nuls   | Blancs et nuls | 161   | 3,61   |    |   |  |  |
| Exprimés                 | Exprimés         | Exprimés       | 4 293 | 96,39  |    |   |  |  |
| * Liste du maire sortant |                  |                |       |        |    |   |  |  |

### Combs-la-Ville
- Maire sortant : Guy Geoffroy (UMP)
- 35 sièges à pourvoir au conseil municipal (population légale 2011 : 21 908 habitants)
- 9 sièges à pourvoir au conseil communautaire (CA Grand Paris Sud)

|                          | Guy Geoffroy *    | DVD            | 5 415  | 69,85  | 30 | 8 |  |  |
|                          | Philippe Sainsard | PS             | 2 337  | 30,14  | 5  | 1 |  |  |
|                          |                   |                |        |        |    |   |  |  |
| Inscrits                 | Inscrits          | Inscrits       | 14 905 | 100,00 |    |   |  |  |
| Abstentions              | Abstentions       | Abstentions    | 6 760  | 45,35  |    |   |  |  |
| Votants                  | Votants           | Votants        | 8 145  | 54,65  |    |   |  |  |
| Blancs et nuls           | Blancs et nuls    | Blancs et nuls | 393    | 4,83   |    |   |  |  |
| Exprimés                 | Exprimés          | Exprimés       | 7 752  | 95,17  |    |   |  |  |
| * Liste du maire sortant |                   |                |        |        |    |   |  |  |

### Coulommiers
- Maire sortant : Franck Riester (UMP)
- 33 sièges à pourvoir au conseil municipal (population légale 2011 : 14 622 habitants)
- 7 sièges à pourvoir au conseil communautaire (CA Coulommiers Pays de Brie)

|                          | Franck Riester * | UMP            | 3 213 | 66,97  | 28 | 7 |  |  |
|                          | Georges Hurth    | FN             | 667   | 13,90  | 2  |   |  |  |
|                          | Aude Canale      | DVG            | 642   | 13,38  | 2  |   |  |  |
|                          | Josy Mollet-lidy | PS-PRG-EELV    | 275   | 5,73   | 1  |   |  |  |
|                          |                  |                |       |        |    |   |  |  |
| Inscrits                 | Inscrits         | Inscrits       | 9 285 | 100,00 |    |   |  |  |
| Abstentions              | Abstentions      | Abstentions    | 4 365 | 47,01  |    |   |  |  |
| Votants                  | Votants          | Votants        | 4 920 | 52,99  |    |   |  |  |
| Blancs et nuls           | Blancs et nuls   | Blancs et nuls | 123   | 2,50   |    |   |  |  |
| Exprimés                 | Exprimés         | Exprimés       | 4 797 | 97,50  |    |   |  |  |
| * Liste du maire sortant |                  |                |       |        |    |   |  |  |

### Courtry
- Maire sortant : Jean-Luc Pilard
- 29 sièges à pourvoir au conseil municipal (population légale 2011 : 6 280 habitants)
- 7 sièges à pourvoir au conseil communautaire (CA Paris - Vallée de la Marne)

| Tête de liste            | Tête de liste     | Liste          | Premier tour | Premier tour | Second tour | Second tour | Sièges | Sièges |
| Tête de liste            | Tête de liste     | Liste          | Voix         | %            | Voix        | %           | CM     | CC     |
| ------------------------ | ----------------- | -------------- | ------------ | ------------ | ----------- | ----------- | ------ | ------ |
|                          | Xavier Vanderbise | DVD            | 1 318        | 47,24        | 1 661       | 55,38       | 23     | 6      |
|                          | Jean-Luc Pilard * | DVG            | 1 220        | 43,72        | 1 338       | 44,61       | 6      | 1      |
|                          | Grégory Jurado    | FG             | 252          | 9,03         |             |             |        |        |
|                          |                   |                |              |              |             |             |        |        |
| Inscrits                 | Inscrits          | Inscrits       | 4 521        | 100,00       | 4 521       | 100,00      |        |        |
| Abstentions              | Abstentions       | Abstentions    | 1 669        | 36,92        | 1 452       | 32,12       |        |        |
| Votants                  | Votants           | Votants        | 2 852        | 63,08        | 3 069       | 67,88       |        |        |
| Blancs et nuls           | Blancs et nuls    | Blancs et nuls | 62           | 2,17         | 70          | 2,28        |        |        |
| Exprimés                 | Exprimés          | Exprimés       | 2 790        | 97,83        | 2 999       | 97,72       |        |        |
| * Liste du maire sortant |                   |                |              |              |             |             |        |        |

### Crécy-la-Chapelle
- Maire sortant : Michel Houel (UMP)
- 27 sièges à pourvoir au conseil municipal (population légale 2011 : 4 250 habitants)
- 4 sièges à pourvoir au conseil communautaire (CA Coulommiers Pays de Brie)

|                          | Michel Houel *   | DVD            | 1 023 | 58,86  | 22 | 3 |  |  |
|                          | Sébastien Chimot | DVD            | 557   | 32,04  | 4  | 1 |  |  |
|                          | Jean-Marie Andre | DVG            | 158   | 9,09   | 1  |   |  |  |
|                          |                  |                |       |        |    |   |  |  |
| Inscrits                 | Inscrits         | Inscrits       | 2 914 | 100,00 |    |   |  |  |
| Abstentions              | Abstentions      | Abstentions    | 1 085 | 37,23  |    |   |  |  |
| Votants                  | Votants          | Votants        | 1 829 | 62,77  |    |   |  |  |
| Blancs et nuls           | Blancs et nuls   | Blancs et nuls | 91    | 4,98   |    |   |  |  |
| Exprimés                 | Exprimés         | Exprimés       | 1 738 | 95,02  |    |   |  |  |
| * Liste du maire sortant |                  |                |       |        |    |   |  |  |

### Crégy-lès-Meaux
- Maire sortant : Gérard Chomont
- 27 sièges à pourvoir au conseil municipal (population légale 2011 : 4 339 habitants)
- 4 sièges à pourvoir au conseil communautaire (CA Pays de Meaux)

|                          | Gérard Chomont * | PS             | 1 012 | 56,15  | 21 | 3 |  |  |
|                          | Jacques Nedellec | DVD            | 790   | 43,84  | 6  | 1 |  |  |
|                          |                  |                |       |        |    |   |  |  |
| Inscrits                 | Inscrits         | Inscrits       | 3 023 | 100,00 |    |   |  |  |
| Abstentions              | Abstentions      | Abstentions    | 1 122 | 37,12  |    |   |  |  |
| Votants                  | Votants          | Votants        | 1 901 | 62,88  |    |   |  |  |
| Blancs et nuls           | Blancs et nuls   | Blancs et nuls | 99    | 5,21   |    |   |  |  |
| Exprimés                 | Exprimés         | Exprimés       | 1 802 | 94,79  |    |   |  |  |
| * Liste du maire sortant |                  |                |       |        |    |   |  |  |

### Dammarie-les-Lys
- Maire sortant : Jean-Claude Mignon (UMP)
- 35 sièges à pourvoir au conseil municipal (population légale 2011 : 20 661 habitants)
- 11 sièges à pourvoir au conseil communautaire (CA Melun Val de Seine)

|                | Gilles Battail  | UMP            | 4 004  | 64,46  | 29 | 10 |  |  |
|                | Nicolas Alix    | PS-PCF-EELV    | 1 466  | 23,60  | 4  | 1  |  |  |
|                | Vincent Benoist | FG             | 741    | 11,93  | 2  |    |  |  |
|                |                 |                |        |        |    |    |  |  |
| Inscrits       | Inscrits        | Inscrits       | 12 540 | 100,00 |    |    |  |  |
| Abstentions    | Abstentions     | Abstentions    | 6 072  | 48,42  |    |    |  |  |
| Votants        | Votants         | Votants        | 6 468  | 51,58  |    |    |  |  |
| Blancs et nuls | Blancs et nuls  | Blancs et nuls | 257    | 3,97   |    |    |  |  |
| Exprimés       | Exprimés        | Exprimés       | 6 211  | 96,03  |    |    |  |  |

### Dammartin-en-Goële
- Maire sortant : Stéphane Jabut (PS)
- 29 sièges à pourvoir au conseil municipal (population légale 2011 : 8 258 habitants)
- 3 sièges à pourvoir au conseil communautaire (CA Roissy Pays de France)

|                          | Michel Dutruge   | DVD            | 2 075 | 59,33  | 23 | 2 |  |  |
|                          | Stéphane Jabut * | DVG            | 1 422 | 40,66  | 6  | 1 |  |  |
|                          |                  |                |       |        |    |   |  |  |
| Inscrits                 | Inscrits         | Inscrits       | 5 662 | 100,00 |    |   |  |  |
| Abstentions              | Abstentions      | Abstentions    | 2 054 | 36,28  |    |   |  |  |
| Votants                  | Votants          | Votants        | 3 608 | 63,72  |    |   |  |  |
| Blancs et nuls           | Blancs et nuls   | Blancs et nuls | 111   | 3,08   |    |   |  |  |
| Exprimés                 | Exprimés         | Exprimés       | 3 497 | 96,92  |    |   |  |  |
| * Liste du maire sortant |                  |                |       |        |    |   |  |  |

### Émerainville
- Maire sortant : Alain Kelyor (UMP)
- 29 sièges à pourvoir au conseil municipal (population légale 2011 : 7 253 habitants)
- 3 sièges à pourvoir au conseil communautaire (CA Paris - Vallée de la Marne)

|                          | Alain Kelyor *       | UMP            | 1 520 | 55,61  | 23 | 3 |  |  |
|                          | Jérôme Impellizzieri | PS-PCF-EELV    | 737   | 26,96  | 4  |   |  |  |
|                          | Jacques Huleux       | EELV           | 298   | 10,90  | 1  |   |  |  |
|                          | Jean-Luc Bitbol      | UDI            | 178   | 6,51   | 1  |   |  |  |
|                          |                      |                |       |        |    |   |  |  |
| Inscrits                 | Inscrits             | Inscrits       | 4 888 | 100,00 |    |   |  |  |
| Abstentions              | Abstentions          | Abstentions    | 2 079 | 42,53  |    |   |  |  |
| Votants                  | Votants              | Votants        | 2 809 | 57,47  |    |   |  |  |
| Blancs et nuls           | Blancs et nuls       | Blancs et nuls | 76    | 2,71   |    |   |  |  |
| Exprimés                 | Exprimés             | Exprimés       | 2 733 | 97,29  |    |   |  |  |
| * Liste du maire sortant |                      |                |       |        |    |   |  |  |

### Esbly
- Maire sortant : Valérie Pottiez-Husson (UMP)
- 29 sièges à pourvoir au conseil municipal (population légale 2011 : 5 882 habitants)
- 5 sièges à pourvoir au conseil communautaire (CA Val d'Europe Agglomération)

|                          | Valérie Pottiez-Husson * | DVD            | 1 456 | 68,06  | 25 | 5 |  |  |
|                          | Damien Pernet            | DVG            | 683   | 31,93  | 4  |   |  |  |
|                          |                          |                |       |        |    |   |  |  |
| Inscrits                 | Inscrits                 | Inscrits       | 3 856 | 100,00 |    |   |  |  |
| Abstentions              | Abstentions              | Abstentions    | 1 627 | 42,19  |    |   |  |  |
| Votants                  | Votants                  | Votants        | 2 229 | 57,81  |    |   |  |  |
| Blancs et nuls           | Blancs et nuls           | Blancs et nuls | 90    | 4,04   |    |   |  |  |
| Exprimés                 | Exprimés                 | Exprimés       | 2 139 | 95,96  |    |   |  |  |
| * Liste du maire sortant |                          |                |       |        |    |   |  |  |

### Fontainebleau
- Maire sortant : Frédéric Valletoux (UMP)
- 33 sièges à pourvoir au conseil municipal (population légale 2011 : 14 708 habitants)
- 14 sièges à pourvoir au conseil communautaire (CA du Pays de Fontainebleau)

| Tête de liste            | Tête de liste        | Liste          | Premier tour | Premier tour | Second tour | Second tour | Sièges | Sièges |
| Tête de liste            | Tête de liste        | Liste          | Voix         | %            | Voix        | %           | CM     | CC     |
| ------------------------ | -------------------- | -------------- | ------------ | ------------ | ----------- | ----------- | ------ | ------ |
|                          | Frédéric Valletoux * | DVD            | 2 476        | 43,72        | 2 619       | 45,77       | 25     | 10     |
|                          | Richard Duvauchelle  | UMP            | 2 025        | 35,75        | 2 282       | 39,88       | 6      | 3      |
|                          | Roseline Sarkissian  | DVG            | 1 162        | 20,51        | 821         | 14,34       | 2      | 1      |
|                          |                      |                |              |              |             |             |        |        |
| Inscrits                 | Inscrits             | Inscrits       | 10 022       | 100,00       | 10 022      | 100,00      |        |        |
| Abstentions              | Abstentions          | Abstentions    | 4 184        | 41,75        | 4 170       | 41,61       |        |        |
| Votants                  | Votants              | Votants        | 5 838        | 58,25        | 5 852       | 58,39       |        |        |
| Blancs et nuls           | Blancs et nuls       | Blancs et nuls | 175          | 3,00         | 130         | 2,22        |        |        |
| Exprimés                 | Exprimés             | Exprimés       | 5 663        | 97,00        | 5 722       | 97,78       |        |        |
| * Liste du maire sortant |                      |                |              |              |             |             |        |        |

### Fontenay-Trésigny
- Maire sortant : Jacques Profit (DVG)
- 29 sièges à pourvoir au conseil municipal (population légale 2011 : 5 218 habitants)
- 5 sièges à pourvoir au conseil communautaire (CC du Val Briard)

|                | Patrick Rossilli    | DVG            | 1 073 | 55,19  | 23 | 4 |  |  |
|                | Thierry Roquincourt | DVD            | 871   | 44,80  | 6  | 1 |  |  |
|                |                     |                |       |        |    |   |  |  |
| Inscrits       | Inscrits            | Inscrits       | 3 549 | 100,00 |    |   |  |  |
| Abstentions    | Abstentions         | Abstentions    | 1 525 | 42,97  |    |   |  |  |
| Votants        | Votants             | Votants        | 2 024 | 57,03  |    |   |  |  |
| Blancs et nuls | Blancs et nuls      | Blancs et nuls | 80    | 3,95   |    |   |  |  |
| Exprimés       | Exprimés            | Exprimés       | 1 944 | 96,05  |    |   |  |  |

### Gretz-Armainvilliers
- Maire sortant : Jean-Paul Garcia (DVD)
- 29 sièges à pourvoir au conseil municipal (population légale 2011 : 8 066 habitants)
- 7 sièges à pourvoir au conseil communautaire (CC Les Portes Briardes Entre Villes et Forêts)

|                          | Jean-Paul Garcia * | DVD            | 1 941 | 63,26  | 25 | 6 |  |  |
|                          | Christian Moisset  | DVG            | 959   | 31,25  | 4  | 1 |  |  |
|                          | Denise Lemaire     | FG             | 168   | 5,47   |    |   |  |  |
|                          |                    |                |       |        |    |   |  |  |
| Inscrits                 | Inscrits           | Inscrits       | 4 904 | 100,00 |    |   |  |  |
| Abstentions              | Abstentions        | Abstentions    | 1 749 | 35,66  |    |   |  |  |
| Votants                  | Votants            | Votants        | 3 155 | 64,34  |    |   |  |  |
| Blancs et nuls           | Blancs et nuls     | Blancs et nuls | 87    | 2,76   |    |   |  |  |
| Exprimés                 | Exprimés           | Exprimés       | 3 068 | 97,24  |    |   |  |  |
| * Liste du maire sortant |                    |                |       |        |    |   |  |  |

### Jouarre
- Maire sortant : Pierre Goullieux (UMP)
- 27 sièges à pourvoir au conseil municipal (population légale 2011 : 4 184 habitants)
- 6 sièges à pourvoir au conseil communautaire (CA Coulommiers Pays de Brie)

| Tête de liste            | Tête de liste      | Liste          | Premier tour | Premier tour | Second tour | Second tour | Sièges | Sièges |
| Tête de liste            | Tête de liste      | Liste          | Voix         | %            | Voix        | %           | CM     | CC     |
| ------------------------ | ------------------ | -------------- | ------------ | ------------ | ----------- | ----------- | ------ | ------ |
|                          | Fabien Vallee      | DVD            | 673          | 42,24        | 798         | 48,33       | 21     | 5      |
|                          | Pierre Goullieux * | DVD            | 597          | 37,47        | 664         | 40,21       | 5      | 1      |
|                          | Sylvain Feron      | DVD            | 323          | 20,27        | 189         | 11,44       | 1      |        |
|                          |                    |                |              |              |             |             |        |        |
| Inscrits                 | Inscrits           | Inscrits       | 2 563        | 100,00       | 2 563       | 100,00      |        |        |
| Abstentions              | Abstentions        | Abstentions    | 906          | 35,35        | 865         | 33,75       |        |        |
| Votants                  | Votants            | Votants        | 1 657        | 64,65        | 1 698       | 66,25       |        |        |
| Blancs et nuls           | Blancs et nuls     | Blancs et nuls | 64           | 3,86         | 47          | 2,77        |        |        |
| Exprimés                 | Exprimés           | Exprimés       | 1 593        | 96,14        | 1 651       | 97,23       |        |        |
| * Liste du maire sortant |                    |                |              |              |             |             |        |        |

### La Ferté-Gaucher
- Maire sortant : Yves Jaunaux (UMP)
- 27 sièges à pourvoir au conseil municipal (population légale 2011 : 4 557 habitants)
- 6 sièges à pourvoir au conseil communautaire (CC des Deux Morin)

|                          | Yves Jaunaux * | DVD            | 804   | 52,65  | 21 | 5 |  |  |
|                          | Michel Jozon   | DVG            | 723   | 47,34  | 6  | 1 |  |  |
|                          |                |                |       |        |    |   |  |  |
| Inscrits                 | Inscrits       | Inscrits       | 2 425 | 100,00 |    |   |  |  |
| Abstentions              | Abstentions    | Abstentions    | 854   | 35,22  |    |   |  |  |
| Votants                  | Votants        | Votants        | 1 571 | 64,78  |    |   |  |  |
| Blancs et nuls           | Blancs et nuls | Blancs et nuls | 44    | 2,80   |    |   |  |  |
| Exprimés                 | Exprimés       | Exprimés       | 1 527 | 97,20  |    |   |  |  |
| * Liste du maire sortant |                |                |       |        |    |   |  |  |

### La Ferté-sous-Jouarre
- Maire sortant : Nathalie Pierre (PS)
- 29 sièges à pourvoir au conseil municipal (population légale 2011 : 9 222 habitants)
- 13 sièges à pourvoir au conseil communautaire (CA Coulommiers Pays de Brie)

| Tête de liste            | Tête de liste     | Liste          | Premier tour | Premier tour | Second tour | Second tour | Sièges | Sièges |
| Tête de liste            | Tête de liste     | Liste          | Voix         | %            | Voix        | %           | CM     | CC     |
| ------------------------ | ----------------- | -------------- | ------------ | ------------ | ----------- | ----------- | ------ | ------ |
|                          | Ugo Pezzetta      | DVD            | 1 305        | 44,50        | 1 684       | 53,63       | 23     | 11     |
|                          | Nathalie Pierre * | PS-PCF-EELV    | 941          | 32,09        | 1 120       | 35,66       | 5      | 2      |
|                          | Joëlle Charlier   | DVD            | 525          | 17,90        | 336         | 10,70       | 1      |        |
|                          | Danièle Thibaud   | DVD            | 161          | 5,49         |             |             |        |        |
|                          |                   |                |              |              |             |             |        |        |
| Inscrits                 | Inscrits          | Inscrits       | 5 892        | 100,00       | 5 892       | 100,00      |        |        |
| Abstentions              | Abstentions       | Abstentions    | 2 814        | 47,76        | 2 644       | 44,87       |        |        |
| Votants                  | Votants           | Votants        | 3 078        | 52,24        | 3 248       | 55,13       |        |        |
| Blancs et nuls           | Blancs et nuls    | Blancs et nuls | 146          | 4,74         | 108         | 3,33        |        |        |
| Exprimés                 | Exprimés          | Exprimés       | 2 932        | 95,26        | 3 140       | 96,67       |        |        |
| * Liste du maire sortant |                   |                |              |              |             |             |        |        |

### Lagny-sur-Marne
- Maire sortant : Sylvie Bonnin (SE)
- 35 sièges à pourvoir au conseil municipal (population légale 2011 : 20 306 habitants)
- 5 sièges à pourvoir au conseil communautaire (CA de Marne et Gondoire)

| Tête de liste            | Tête de liste      | Liste          | Premier tour | Premier tour | Second tour | Second tour | Sièges | Sièges |
| Tête de liste            | Tête de liste      | Liste          | Voix         | %            | Voix        | %           | CM     | CC     |
| ------------------------ | ------------------ | -------------- | ------------ | ------------ | ----------- | ----------- | ------ | ------ |
|                          | Sylvie Bonnin *    | DVD            | 2 875        | 42,92        | 3 303       | 48,21       | 8      | 1      |
|                          | Jean-Paul Michel   | UMP-UDI        | 2 695        | 40,23        | 3 548       | 51,78       | 27     | 4      |
|                          | Christophe Coulamy | FG             | 569          | 8,49         |             |             |        |        |
|                          | Antoine Parodi     | DVG            | 559          | 8,34         |             |             |        |        |
|                          |                    |                |              |              |             |             |        |        |
| Inscrits                 | Inscrits           | Inscrits       | 12 723       | 100,00       | 12 723      | 100,00      |        |        |
| Abstentions              | Abstentions        | Abstentions    | 5 832        | 45,84        | 5 575       | 43,82       |        |        |
| Votants                  | Votants            | Votants        | 6 891        | 54,16        | 7 148       | 56,18       |        |        |
| Blancs et nuls           | Blancs et nuls     | Blancs et nuls | 193          | 2,80         | 297         | 4,16        |        |        |
| Exprimés                 | Exprimés           | Exprimés       | 6 698        | 97,20        | 6 851       | 95,84       |        |        |
| * Liste du maire sortant |                    |                |              |              |             |             |        |        |

### Le Châtelet-en-Brie
- Maire sortant : Alain Mazard (DVD)
- 27 sièges à pourvoir au conseil municipal (population légale 2011 : 4 413 habitants)
- 9 sièges à pourvoir au conseil communautaire (CC Brie des Rivières et Châteaux)

|                          | Alain Mazard *       | DVD            | 1 126 | 58,10  | 22 | 8 |  |  |
|                          | Françoise Anesa      | DVD            | 539   | 27,81  | 3  | 1 |  |  |
|                          | François Bettencourt | DVD            | 273   | 14,08  | 2  |   |  |  |
|                          |                      |                |       |        |    |   |  |  |
| Inscrits                 | Inscrits             | Inscrits       | 3 199 | 100,00 |    |   |  |  |
| Abstentions              | Abstentions          | Abstentions    | 1 162 | 36,32  |    |   |  |  |
| Votants                  | Votants              | Votants        | 2 037 | 63,68  |    |   |  |  |
| Blancs et nuls           | Blancs et nuls       | Blancs et nuls | 99    | 4,86   |    |   |  |  |
| Exprimés                 | Exprimés             | Exprimés       | 1 938 | 95,14  |    |   |  |  |
| * Liste du maire sortant |                      |                |       |        |    |   |  |  |

### Le Mée-sur-Seine
- Maire sortant : Franck Vernin (UDI)
- 35 sièges à pourvoir au conseil municipal (population légale 2011 : 20 693 habitants)
- 11 sièges à pourvoir au conseil communautaire (CA Melun Val de Seine)

|                          | Franck Vernin *     | DVD            | 3 344  | 56,82  | 29 | 9 |  |  |
|                          | Jean-Pierre Guerin  | PS-PCF-EELV    | 1 693  | 28,76  | 5  | 2 |  |  |
|                          | Nurcan Yazici       | DVG            | 547    | 9,29   | 1  |   |  |  |
|                          | Jean-Pierre Poupard | FG             | 301    | 5,11   |    |   |  |  |
|                          |                     |                |        |        |    |   |  |  |
| Inscrits                 | Inscrits            | Inscrits       | 10 896 | 100,00 |    |   |  |  |
| Abstentions              | Abstentions         | Abstentions    | 4 809  | 44,14  |    |   |  |  |
| Votants                  | Votants             | Votants        | 6 087  | 55,86  |    |   |  |  |
| Blancs et nuls           | Blancs et nuls      | Blancs et nuls | 202    | 3,32   |    |   |  |  |
| Exprimés                 | Exprimés            | Exprimés       | 5 885  | 96,68  |    |   |  |  |
| * Liste du maire sortant |                     |                |        |        |    |   |  |  |

### Lésigny
- Maire sortant : Gérard Ruffin (UDI)
- 29 sièges à pourvoir au conseil municipal (population légale 2011 : 7 429 habitants)
- 7 sièges à pourvoir au conseil communautaire (CC Les Portes Briardes Entre Villes et Forêts)

|                | Michel Papin   | DVD            | 2 300 | 100,00 | 29 | 7 |  |  |
|                |                |                |       |        |    |   |  |  |
| Inscrits       | Inscrits       | Inscrits       | 5 730 | 100,00 |    |   |  |  |
| Abstentions    | Abstentions    | Abstentions    | 3 209 | 56,00  |    |   |  |  |
| Votants        | Votants        | Votants        | 2 521 | 44,00  |    |   |  |  |
| Blancs et nuls | Blancs et nuls | Blancs et nuls | 221   | 8,77   |    |   |  |  |
| Exprimés       | Exprimés       | Exprimés       | 2 300 | 91,23  |    |   |  |  |

### Lieusaint
- Maire sortant : Michel Bisson (PS)
- 33 sièges à pourvoir au conseil municipal (population légale 2011 : 10 441 habitants)
- 7 sièges à pourvoir au conseil communautaire (CA Grand Paris Sud)

|                          | Michel Bisson *      | PS-PCF-EELV    | 1 876 | 63,55  | 27 | 6 |  |  |
|                          | Jean Marie Borderies | UDI-MoDem      | 1 076 | 36,44  | 6  | 1 |  |  |
|                          |                      |                |       |        |    |   |  |  |
| Inscrits                 | Inscrits             | Inscrits       | 6 165 | 100,00 |    |   |  |  |
| Abstentions              | Abstentions          | Abstentions    | 3 042 | 49,34  |    |   |  |  |
| Votants                  | Votants              | Votants        | 3 123 | 50,66  |    |   |  |  |
| Blancs et nuls           | Blancs et nuls       | Blancs et nuls | 171   | 5,48   |    |   |  |  |
| Exprimés                 | Exprimés             | Exprimés       | 2 952 | 94,52  |    |   |  |  |
| * Liste du maire sortant |                      |                |       |        |    |   |  |  |

### Lognes
- Maire sortant : Michel Ricart (PS)
- 33 sièges à pourvoir au conseil municipal (population légale 2011 : 14 410 habitants)
- 7 sièges à pourvoir au conseil communautaire (CA Paris - Vallée de la Marne)

|                          | Michel Ricart *     | PS-PCF-EELV    | 2 188 | 59,16  | 27 | 6 |  |  |
|                          | Francis Phomnouansy | UMP-UDI        | 1 112 | 30,07  | 5  | 1 |  |  |
|                          | Cuong Pham Phu      | EELV           | 398   | 10,76  | 1  |   |  |  |
|                          |                     |                |       |        |    |   |  |  |
| Inscrits                 | Inscrits            | Inscrits       | 8 359 | 100,00 |    |   |  |  |
| Abstentions              | Abstentions         | Abstentions    | 4 478 | 53,57  |    |   |  |  |
| Votants                  | Votants             | Votants        | 3 881 | 46,43  |    |   |  |  |
| Blancs et nuls           | Blancs et nuls      | Blancs et nuls | 183   | 4,72   |    |   |  |  |
| Exprimés                 | Exprimés            | Exprimés       | 3 698 | 95,28  |    |   |  |  |
| * Liste du maire sortant |                     |                |       |        |    |   |  |  |

### Magny-le-Hongre
- Maire sortant : Jean-Paul Balcou (UMP)
- 29 sièges à pourvoir au conseil municipal (population légale 2011 : 6 580 habitants)
- 7 sièges à pourvoir au conseil communautaire (CA Val d'Europe Agglomération)

|                          | Jean-Paul Balcou * | DVD            | 1 530 | 62,98  | 24 | 6 |  |  |
|                          | Bernard Noel       | UDI            | 770   | 31,70  | 5  | 1 |  |  |
|                          | Dolorès Milenkovic | DVD            | 129   | 5,31   |    |   |  |  |
|                          |                    |                |       |        |    |   |  |  |
| Inscrits                 | Inscrits           | Inscrits       | 3 984 | 100,00 |    |   |  |  |
| Abstentions              | Abstentions        | Abstentions    | 1 500 | 37,65  |    |   |  |  |
| Votants                  | Votants            | Votants        | 2 484 | 62,35  |    |   |  |  |
| Blancs et nuls           | Blancs et nuls     | Blancs et nuls | 55    | 2,21   |    |   |  |  |
| Exprimés                 | Exprimés           | Exprimés       | 2 429 | 97,79  |    |   |  |  |
| * Liste du maire sortant |                    |                |       |        |    |   |  |  |

### Meaux
- Maire sortant : Jean-François Copé (UMP)
- 45 sièges à pourvoir au conseil municipal (population légale 2011 : 52 225 habitants)
- 21 sièges à pourvoir au conseil communautaire (CA Pays de Meaux)

|                          | Jean-François Copé *       | UMP            | 8 911  | 64,30  | 38 | 19 |  |  |
|                          | Bastien Marguerite         | PS-PCF-EELV    | 1 770  | 12,77  | 3  | 1  |  |  |
|                          | Béatrice Roullaud          | FN             | 1 682  | 12,13  | 3  | 1  |  |  |
|                          | Christèle Roussel          | FG             | 952    | 6,87   | 1  |    |  |  |
|                          | Victor Manuel Niubo Andreu | DVD            | 542    | 3,91   |    |    |  |  |
|                          |                            |                |        |        |    |    |  |  |
| Inscrits                 | Inscrits                   | Inscrits       | 27 417 | 100,00 |    |    |  |  |
| Abstentions              | Abstentions                | Abstentions    | 13 057 | 47,62  |    |    |  |  |
| Votants                  | Votants                    | Votants        | 14 360 | 52,38  |    |    |  |  |
| Blancs et nuls           | Blancs et nuls             | Blancs et nuls | 503    | 3,50   |    |    |  |  |
| Exprimés                 | Exprimés                   | Exprimés       | 13 857 | 96,50  |    |    |  |  |
| * Liste du maire sortant |                            |                |        |        |    |    |  |  |

### Melun
- Maire sortant : Gérard Millet (UMP)
- 39 sièges à pourvoir au conseil municipal (population légale 2011 : 39 497 habitants)
- 21 sièges à pourvoir au conseil communautaire (CA Melun Val de Seine)

| Tête de liste            | Tête de liste               | Liste          | Premier tour | Premier tour | Second tour | Second tour | Sièges | Sièges |
| Tête de liste            | Tête de liste               | Liste          | Voix         | %            | Voix        | %           | CM     | CC     |
| ------------------------ | --------------------------- | -------------- | ------------ | ------------ | ----------- | ----------- | ------ | ------ |
|                          | Gérard Millet *             | UMP-UDI        | 3 220        | 36,10        | 4 599       | 52,06       | 30     | 16     |
|                          | François Kalfon             | PS-PCF-PRG     | 2 865        | 32,12        | 4 234       | 47,93       | 9      | 5      |
|                          | Denis Jullemier             | DVD            | 1 946        | 21,81        |             |             |        |        |
|                          | Bénédicte Monville-de Cecco | EELV           | 647          | 7,25         |             |             |        |        |
|                          | Jean-Louis Guerrier         | LO             | 241          | 2,70         |             |             |        |        |
|                          |                             |                |              |              |             |             |        |        |
| Inscrits                 | Inscrits                    | Inscrits       | 18 486       | 100,00       | 18 487      | 100,00      |        |        |
| Abstentions              | Abstentions                 | Abstentions    | 9 198        | 49,76        | 9 106       | 49,26       |        |        |
| Votants                  | Votants                     | Votants        | 9 288        | 50,24        | 9 381       | 50,74       |        |        |
| Blancs et nuls           | Blancs et nuls              | Blancs et nuls | 369          | 3,97         | 548         | 5,84        |        |        |
| Exprimés                 | Exprimés                    | Exprimés       | 8 919        | 96,03        | 8 833       | 94,16       |        |        |
| * Liste du maire sortant |                             |                |              |              |             |             |        |        |

### Mitry-Mory
- Maire sortant : Corinne Dupont (PCF)
- 33 sièges à pourvoir au conseil municipal (population légale 2011 : 18 828 habitants)
- 5 sièges à pourvoir au conseil communautaire (CA Roissy Pays de France)

| Tête de liste            | Tête de liste    | Liste          | Premier tour | Premier tour | Second tour | Second tour | Sièges | Sièges |
| Tête de liste            | Tête de liste    | Liste          | Voix         | %            | Voix        | %           | CM     | CC     |
| ------------------------ | ---------------- | -------------- | ------------ | ------------ | ----------- | ----------- | ------ | ------ |
|                          | Corinne Dupont * | PS-PCF-EELV    | 2 910        | 47,86        | 3 648       | 52,81       | 25     | 4      |
|                          | Laurent Prugneau | UDI            | 1 735        | 28,54        | 3 259       | 47,18       | 8      | 1      |
|                          | Philippe Laloue  | UMP            | 1 434        | 23,58        |             |             |        |        |
|                          |                  |                |              |              |             |             |        |        |
| Inscrits                 | Inscrits         | Inscrits       | 11 380       | 100,00       | 11 380      | 100,00      |        |        |
| Abstentions              | Abstentions      | Abstentions    | 5 092        | 44,75        | 4 300       | 37,79       |        |        |
| Votants                  | Votants          | Votants        | 6 288        | 55,25        | 7 080       | 62,21       |        |        |
| Blancs et nuls           | Blancs et nuls   | Blancs et nuls | 209          | 3,32         | 173         | 2,44        |        |        |
| Exprimés                 | Exprimés         | Exprimés       | 6 079        | 96,68        | 6 907       | 97,56       |        |        |
| * Liste du maire sortant |                  |                |              |              |             |             |        |        |

### Moissy-Cramayel
- Maire sortant : Jean-Jacques Fournier (PS)
- 33 sièges à pourvoir au conseil municipal (population légale 2011 : 17 243 habitants)
- 8 sièges à pourvoir au conseil communautaire (CA Grand Paris Sud)

| Tête de liste  | Tête de liste       | Liste          | Premier tour | Premier tour | Second tour | Second tour | Sièges | Sièges |
| Tête de liste  | Tête de liste       | Liste          | Voix         | %            | Voix        | %           | CM     | CC     |
| -------------- | ------------------- | -------------- | ------------ | ------------ | ----------- | ----------- | ------ | ------ |
|                | Line Magne          | PS-PCF-EELV    | 1 552        | 34,62        | 1 793       | 37,18       | 23     | 6      |
|                | Didier Van Themsche | UMP-UDI        | 1 120        | 24,98        | 1 236       | 25,63       | 4      | 1      |
|                | Dorothée Moureaux   | DVD            | 1 053        | 23,49        | 1 177       | 24,40       | 4      | 1      |
|                | Pierre Durual       | DVG            | 757          | 16,88        | 616         | 12,77       | 2      |        |
|                |                     |                |              |              |             |             |        |        |
| Inscrits       | Inscrits            | Inscrits       | 9 935        | 100,00       | 9 935       | 100,00      |        |        |
| Abstentions    | Abstentions         | Abstentions    | 4 990        | 50,23        | 4 738       | 47,69       |        |        |
| Votants        | Votants             | Votants        | 4 945        | 49,77        | 5 197       | 52,31       |        |        |
| Blancs et nuls | Blancs et nuls      | Blancs et nuls | 463          | 9,36         | 375         | 7,22        |        |        |
| Exprimés       | Exprimés            | Exprimés       | 4 482        | 90,64        | 4 822       | 92,78       |        |        |

### Montereau-Fault-Yonne
- Maire sortant : Yves Jégo (UDI)
- 33 sièges à pourvoir au conseil municipal (population légale 2011 : 16 573 habitants)
- 18 sièges à pourvoir au conseil communautaire (CC du Pays de Montereau)

|                          | Yves Jégo *    | UDI            | 3 444 | 76,94  | 30 | 17 |  |  |
|                          | Sofiane Reguig | PS-PCF-EELV    | 849   | 18,96  | 3  | 1  |  |  |
|                          | Carmen Daubard | EXG            | 183   | 4,08   |    |    |  |  |
|                          |                |                |       |        |    |    |  |  |
| Inscrits                 | Inscrits       | Inscrits       | 9 425 | 100,00 |    |    |  |  |
| Abstentions              | Abstentions    | Abstentions    | 4 424 | 46,94  |    |    |  |  |
| Votants                  | Votants        | Votants        | 5 001 | 53,06  |    |    |  |  |
| Blancs et nuls           | Blancs et nuls | Blancs et nuls | 525   | 10,50  |    |    |  |  |
| Exprimés                 | Exprimés       | Exprimés       | 4 476 | 89,50  |    |    |  |  |
| * Liste du maire sortant |                |                |       |        |    |    |  |  |

### Montévrain
- Maire sortant : Christian Robache (UMP)
- 29 sièges à pourvoir au conseil municipal (population légale 2011 : 8 950 habitants)
- 3 sièges à pourvoir au conseil communautaire (CA de Marne et Gondoire)

|                          | Christian Robache *  | UMP            | 1 701 | 67,10  | 25 | 3 |  |  |
|                          | Pierre-Louis Magnani | DVG            | 834   | 32,89  | 4  |   |  |  |
|                          |                      |                |       |        |    |   |  |  |
| Inscrits                 | Inscrits             | Inscrits       | 4 729 | 100,00 |    |   |  |  |
| Abstentions              | Abstentions          | Abstentions    | 2 040 | 43,14  |    |   |  |  |
| Votants                  | Votants              | Votants        | 2 689 | 56,86  |    |   |  |  |
| Blancs et nuls           | Blancs et nuls       | Blancs et nuls | 154   | 5,73   |    |   |  |  |
| Exprimés                 | Exprimés             | Exprimés       | 2 535 | 94,27  |    |   |  |  |
| * Liste du maire sortant |                      |                |       |        |    |   |  |  |

### Moret-sur-Loing
- Maire sortant : Patrick Septiers (UDI)
- 27 sièges à pourvoir au conseil municipal (population légale 2011 : 4 318 habitants)
- 4 sièges à pourvoir au conseil communautaire (CC Moret Seine et Loing)

|                          | Patrick Septiers * | DVD            | 1 220 | 59,68  | 22 | 3 |  |  |
|                          | Arnaud Labouze     | DVD            | 824   | 40,31  | 5  | 1 |  |  |
|                          |                    |                |       |        |    |   |  |  |
| Inscrits                 | Inscrits           | Inscrits       | 3 188 | 100,00 |    |   |  |  |
| Abstentions              | Abstentions        | Abstentions    | 1 071 | 33,59  |    |   |  |  |
| Votants                  | Votants            | Votants        | 2 117 | 66,41  |    |   |  |  |
| Blancs et nuls           | Blancs et nuls     | Blancs et nuls | 73    | 3,45   |    |   |  |  |
| Exprimés                 | Exprimés           | Exprimés       | 2 044 | 96,55  |    |   |  |  |
| * Liste du maire sortant |                    |                |       |        |    |   |  |  |

### Mormant
- Maire sortant : Anne-Marie Abiven (UMP)
- 27 sièges à pourvoir au conseil municipal (population légale 2011 : 4 433 habitants)
- 9 sièges à pourvoir au conseil communautaire (CC de la Brie Nangissienne)

|                          | Sylvain Clerin      | DVD            | 835   | 51,13  | 21 | 7 |  |  |
|                          | Anne-Marie Abiven * | DVD            | 798   | 48,86  | 6  | 2 |  |  |
|                          |                     |                |       |        |    |   |  |  |
| Inscrits                 | Inscrits            | Inscrits       | 2 882 | 100,00 |    |   |  |  |
| Abstentions              | Abstentions         | Abstentions    | 1 157 | 40,15  |    |   |  |  |
| Votants                  | Votants             | Votants        | 1 725 | 59,85  |    |   |  |  |
| Blancs et nuls           | Blancs et nuls      | Blancs et nuls | 92    | 5,33   |    |   |  |  |
| Exprimés                 | Exprimés            | Exprimés       | 1 633 | 94,67  |    |   |  |  |
| * Liste du maire sortant |                     |                |       |        |    |   |  |  |

### Mouroux
- Maire sortant : Élisabeth Escuyer (PS)
- 27 sièges à pourvoir au conseil municipal (population légale 2011 : 4 997 habitants)
- 3 sièges à pourvoir au conseil communautaire (CA Coulommiers Pays de Brie)

|                          | Joseph Allebe       | DVD            | 1 213 | 52,85  | 21 | 2 |  |  |
|                          | Élisabeth Escuyer * | DVG            | 1 082 | 47,14  | 6  | 1 |  |  |
|                          |                     |                |       |        |    |   |  |  |
| Inscrits                 | Inscrits            | Inscrits       | 3 674 | 100,00 |    |   |  |  |
| Abstentions              | Abstentions         | Abstentions    | 1 225 | 33,34  |    |   |  |  |
| Votants                  | Votants             | Votants        | 2 449 | 66,66  |    |   |  |  |
| Blancs et nuls           | Blancs et nuls      | Blancs et nuls | 154   | 6,29   |    |   |  |  |
| Exprimés                 | Exprimés            | Exprimés       | 2 295 | 93,71  |    |   |  |  |
| * Liste du maire sortant |                     |                |       |        |    |   |  |  |

### Nandy
- Maire sortant : René Réthoré
- 29 sièges à pourvoir au conseil municipal (population légale 2011 : 5 851 habitants)
- 5 sièges à pourvoir au conseil communautaire (CA Grand Paris Sud)

|                          | René Réthoré *      | PS-PCF-EELV    | 1 169 | 60,88  | 24 | 5 |  |  |
|                          | Josette Blesson     | FN             | 420   | 21,87  | 3  |   |  |  |
|                          | Brigitte Lapeyronie | DVD            | 331   | 17,23  | 2  |   |  |  |
|                          | Patrick Katako      | DVD            | 0     | 0,00   |    |   |  |  |
|                          |                     |                |       |        |    |   |  |  |
| Inscrits                 | Inscrits            | Inscrits       | 3 954 | 100,00 |    |   |  |  |
| Abstentions              | Abstentions         | Abstentions    | 1 815 | 45,90  |    |   |  |  |
| Votants                  | Votants             | Votants        | 2 139 | 54,10  |    |   |  |  |
| Blancs et nuls           | Blancs et nuls      | Blancs et nuls | 219   | 10,24  |    |   |  |  |
| Exprimés                 | Exprimés            | Exprimés       | 1 920 | 89,76  |    |   |  |  |
| * Liste du maire sortant |                     |                |       |        |    |   |  |  |

### Nangis
- Maire sortant : Michel Billout
- 29 sièges à pourvoir au conseil municipal (population légale 2011 : 8 165 habitants)
- 12 sièges à pourvoir au conseil communautaire (CC de la Brie Nangissienne)

| Liste conduite par       | Liste conduite par            | Premier tour | Premier tour | Premier tour | Second tour | Second tour | Second tour | Sièges | Sièges |
| Liste conduite par       | Liste conduite par            | Voix         | % inscrits   | % exprimés   | Voix        | % inscrits  | % exprimés  | CM     | CC     |
| ------------------------ | ----------------------------- | ------------ | ------------ | ------------ | ----------- | ----------- | ----------- | ------ | ------ |
|                          | M. Michel BILLOUT * (UG)      | 1319         | 25,12        | 45,07        | 1542        | 29,37       | 51,72       | 22     | 9      |
|                          | M. Jean-Pierre GABARROU (UDI) | 899          | 17,12        | 30,72        | 1439        | 27,41       | 48,27       | 7      | 3      |
|                          | M. Alban LANSELLE (DVD)       | 708          | 13,48        | 24,19        |             |             |             |        |        |
|                          |                               |              |              |              |             |             |             |        |        |
|                          |                               | Nombre       | % Inscrits   | % Votants    | Nombre      | % Inscrits  | % Votants   |        |        |
| Inscrits                 | Inscrits                      | 5249         |              |              | 5249        |             |             |        |        |
| Abstentions              | Abstentions                   | 2168         | 41,30        | 2076         | 39,55       |             |             |        |        |
| Votants                  | Votants                       | 3081         | 58,70        | 3173         | 60,45       |             |             |        |        |
| Blancs ou nuls           | Blancs ou nuls                | 155          | 2,95         | 5,03         | 192         | 3,66        | 6,05        |        |        |
| Exprimés                 | Exprimés                      | 2926         | 55,74        | 94,97        | 2981        | 56,79       | 93,95       |        |        |
|                          |                               |              |              |              |             |             |             |        |        |
| * Liste du maire sortant |                               |              |              |              |             |             |             |        |        |

### Nanteuil-lès-Meaux
- Maire sortant : Régis Sarazin
- 29 sièges à pourvoir au conseil municipal (population légale 2011 : 5 454 habitants)
- 5 sièges à pourvoir au conseil communautaire (CA Pays de Meaux)

|                          | Régis Sarazin * | DVD            | 1 490 | 100,00 | 29 | 5 |  |  |
|                          |                 |                |       |        |    |   |  |  |
| Inscrits                 | Inscrits        | Inscrits       | 4 059 | 100,00 |    |   |  |  |
| Abstentions              | Abstentions     | Abstentions    | 2 155 | 53,09  |    |   |  |  |
| Votants                  | Votants         | Votants        | 1 904 | 46,91  |    |   |  |  |
| Blancs et nuls           | Blancs et nuls  | Blancs et nuls | 414   | 21,74  |    |   |  |  |
| Exprimés                 | Exprimés        | Exprimés       | 1 490 | 78,26  |    |   |  |  |
| * Liste du maire sortant |                 |                |       |        |    |   |  |  |

### Nemours
- Maire sortant : Valérie Lacroute
- 33 sièges à pourvoir au conseil municipal (population légale 2011 : 12 822 habitants)
- 15 sièges à pourvoir au conseil communautaire (CC Pays de Nemours)

|                          | Valérie Lacroute *   | UMP            | 2 401 | 66,88  | 29 | 14 |  |  |
|                          | Jean-Marc Champniers | DVG            | 507   | 14,12  | 2  | 1  |  |  |
|                          | Khadija Bertino      | FG             | 397   | 11,05  | 1  |    |  |  |
|                          | Aboudou Zaabay       | PS             | 285   | 7,93   | 1  |    |  |  |
|                          |                      |                |       |        |    |    |  |  |
| Inscrits                 | Inscrits             | Inscrits       | 7 010 | 100,00 |    |    |  |  |
| Abstentions              | Abstentions          | Abstentions    | 3 256 | 46,45  |    |    |  |  |
| Votants                  | Votants              | Votants        | 3 754 | 53,55  |    |    |  |  |
| Blancs et nuls           | Blancs et nuls       | Blancs et nuls | 164   | 4,37   |    |    |  |  |
| Exprimés                 | Exprimés             | Exprimés       | 3 590 | 95,63  |    |    |  |  |
| * Liste du maire sortant |                      |                |       |        |    |    |  |  |

### Noisiel
- Maire sortant : Daniel Vachez
- 33 sièges à pourvoir au conseil municipal (population légale 2011 : 15 786 habitants)
- 8 sièges à pourvoir au conseil communautaire (CA Paris - Vallée de la Marne)

|                          | Daniel Vachez * | PS-PCF-EELV    | 2 297 | 63,69  | 27 | 7 |  |  |
|                          | Marcus Drame    | UMP            | 1 309 | 36,30  | 6  | 1 |  |  |
|                          |                 |                |       |        |    |   |  |  |
| Inscrits                 | Inscrits        | Inscrits       | 8 661 | 100,00 |    |   |  |  |
| Abstentions              | Abstentions     | Abstentions    | 4 731 | 54,62  |    |   |  |  |
| Votants                  | Votants         | Votants        | 3 930 | 45,38  |    |   |  |  |
| Blancs et nuls           | Blancs et nuls  | Blancs et nuls | 324   | 8,24   |    |   |  |  |
| Exprimés                 | Exprimés        | Exprimés       | 3 606 | 91,76  |    |   |  |  |
| * Liste du maire sortant |                 |                |       |        |    |   |  |  |

### Othis
- Maire sortant : Bernard Corneille
- 29 sièges à pourvoir au conseil municipal (population légale 2011 : 6 458 habitants)
- 3 sièges à pourvoir au conseil communautaire (CA Roissy Pays de France)

|                          | Bernard Corneille * | DVG            | 1 824 | 67,53  | 25 | 3 |  |  |
|                          | Cédric Nadotti      | DVD            | 877   | 32,46  | 4  |   |  |  |
|                          |                     |                |       |        |    |   |  |  |
| Inscrits                 | Inscrits            | Inscrits       | 4 733 | 100,00 |    |   |  |  |
| Abstentions              | Abstentions         | Abstentions    | 1 918 | 40,52  |    |   |  |  |
| Votants                  | Votants             | Votants        | 2 815 | 59,48  |    |   |  |  |
| Blancs et nuls           | Blancs et nuls      | Blancs et nuls | 114   | 4,05   |    |   |  |  |
| Exprimés                 | Exprimés            | Exprimés       | 2 701 | 95,95  |    |   |  |  |
| * Liste du maire sortant |                     |                |       |        |    |   |  |  |

### Ozoir-la-Ferrière
- Maire sortant : Jean-François Oneto
- 35 sièges à pourvoir au conseil municipal (population légale 2011 : 20 123 habitants)
- 18 sièges à pourvoir au conseil communautaire (CC Les Portes Briardes Entre Villes et Forêts)

|                          | Jean-François Oneto * | UMP-UDI        | 4 720  | 61,41  | 29 | 15 |  |  |
|                          | Dominique Lebreton    | DVD            | 1 589  | 20,67  | 3  | 2  |  |  |
|                          | Isabelle Cros         | PS-PCF-EELV    | 1 377  | 17,91  | 3  | 1  |  |  |
|                          |                       |                |        |        |    |    |  |  |
| Inscrits                 | Inscrits              | Inscrits       | 14 213 | 100,00 |    |    |  |  |
| Abstentions              | Abstentions           | Abstentions    | 6 260  | 44,04  |    |    |  |  |
| Votants                  | Votants               | Votants        | 7 953  | 55,96  |    |    |  |  |
| Blancs et nuls           | Blancs et nuls        | Blancs et nuls | 267    | 3,36   |    |    |  |  |
| Exprimés                 | Exprimés              | Exprimés       | 7 686  | 96,64  |    |    |  |  |
| * Liste du maire sortant |                       |                |        |        |    |    |  |  |

### Pontault-Combault
- Maire sortant : Monique Delessard
- 39 sièges à pourvoir au conseil municipal (population légale 2011 : 36 458 habitants)
- 21 sièges à pourvoir au conseil communautaire (CA Paris - Vallée de la Marne)

| Tête de liste            | Tête de liste       | Liste          | Premier tour | Premier tour | Second tour | Second tour | Sièges | Sièges |
| Tête de liste            | Tête de liste       | Liste          | Voix         | %            | Voix        | %           | CM     | CC     |
| ------------------------ | ------------------- | -------------- | ------------ | ------------ | ----------- | ----------- | ------ | ------ |
|                          | Monique Delessard * | PS-PCF-EELV    | 3 593        | 37,58        | 4 733       | 39,49       | 28     | 15     |
|                          | Christophe Bertin   | FN             | 2 404        | 25,14        | 2 565       | 21,40       | 4      | 2      |
|                          | Jean-Luc Bernard    | UMP-UDI        | 2 200        | 23,01        | 3 497       | 29,18       | 5      | 3      |
|                          | Delphine Heuclin    | PG             | 1 223        | 12,79        | 1 189       | 9,92        | 2      | 1      |
|                          | Jean Alvarez        | POI            | 140          | 1,46         |             |             |        |        |
|                          | Cédric Pommot       | DVG            | 0            | 0,00         |             |             |        |        |
|                          |                     |                |              |              |             |             |        |        |
| Inscrits                 | Inscrits            | Inscrits       | 22 060       | 100,00       | 22 062      | 100,00      |        |        |
| Abstentions              | Abstentions         | Abstentions    | 10 349       | 46,91        | 9 777       | 44,32       |        |        |
| Votants                  | Votants             | Votants        | 11 711       | 53,09        | 12 285      | 55,68       |        |        |
| Blancs et nuls           | Blancs et nuls      | Blancs et nuls | 2 151        | 18,37        | 301         | 2,45        |        |        |
| Exprimés                 | Exprimés            | Exprimés       | 9 560        | 81,63        | 11 984      | 97,55       |        |        |
| * Liste du maire sortant |                     |                |              |              |             |             |        |        |

### Provins
- Maire sortant : Christian Jacob
- 33 sièges à pourvoir au conseil municipal (population légale 2011 : 12 206 habitants)
- 18 sièges à pourvoir au conseil communautaire (CC du Provinois)

|                          | Christian Jacob * | UMP            | 2 448 | 73,35  | 29 | 16 |  |  |
|                          | Joëlle Siorat     | DVG            | 889   | 26,64  | 4  | 2  |  |  |
|                          |                   |                |       |        |    |    |  |  |
| Inscrits                 | Inscrits          | Inscrits       | 6 915 | 100,00 |    |    |  |  |
| Abstentions              | Abstentions       | Abstentions    | 3 557 | 51,44  |    |    |  |  |
| Votants                  | Votants           | Votants        | 3 358 | 48,56  |    |    |  |  |
| Blancs et nuls           | Blancs et nuls    | Blancs et nuls | 21    | 0,63   |    |    |  |  |
| Exprimés                 | Exprimés          | Exprimés       | 3 337 | 99,37  |    |    |  |  |
| * Liste du maire sortant |                   |                |       |        |    |    |  |  |

### Quincy-Voisins
- Maire sortant : Jean-Jacques Jego
- 29 sièges à pourvoir au conseil municipal (population légale 2011 : 5 092 habitants)
- 5 sièges à pourvoir au conseil communautaire (CA Pays de Meaux)

|                          | Jean-Jacques Jego * | DVG            | 1 233 | 57,83  | 23 | 4 |  |  |
|                          | Florent Smaguine    | DVD            | 899   | 42,16  | 6  | 1 |  |  |
|                          |                     |                |       |        |    |   |  |  |
| Inscrits                 | Inscrits            | Inscrits       | 3 794 | 100,00 |    |   |  |  |
| Abstentions              | Abstentions         | Abstentions    | 1 585 | 41,78  |    |   |  |  |
| Votants                  | Votants             | Votants        | 2 209 | 58,22  |    |   |  |  |
| Blancs et nuls           | Blancs et nuls      | Blancs et nuls | 77    | 3,49   |    |   |  |  |
| Exprimés                 | Exprimés            | Exprimés       | 2 132 | 96,51  |    |   |  |  |
| * Liste du maire sortant |                     |                |       |        |    |   |  |  |

### Roissy-en-Brie
- Maire sortant : Sylvie Fuchs
- 35 sièges à pourvoir au conseil municipal (population légale 2011 : 22 436 habitants)
- 21 sièges à pourvoir au conseil communautaire (CA Paris - Vallée de la Marne)

| Tête de liste            | Tête de liste         | Liste          | Premier tour | Premier tour | Second tour | Second tour | Sièges | Sièges |
| Tête de liste            | Tête de liste         | Liste          | Voix         | %            | Voix        | %           | CM     | CC     |
| ------------------------ | --------------------- | -------------- | ------------ | ------------ | ----------- | ----------- | ------ | ------ |
|                          | Mathilde Priest Godet | UMP            | 2 695        | 38,65        | 4 481       | 61,51       | 29     | 17     |
|                          | Sylvie Fuchs *        | PCF            | 2 048        | 29,37        | 2 802       | 38,46       | 6      | 4      |
|                          | François Perrussot    | PS             | 1 664        | 23,86        | 1           | 0,01        |        |        |
|                          | Christiane Beraud     | DVG            | 565          | 8,10         |             |             |        |        |
|                          |                       |                |              |              |             |             |        |        |
| Inscrits                 | Inscrits              | Inscrits       | 13 288       | 100,00       | 13 288      | 100,00      |        |        |
| Abstentions              | Abstentions           | Abstentions    | 6 001        | 45,16        | 5 643       | 42,47       |        |        |
| Votants                  | Votants               | Votants        | 7 287        | 54,84        | 7 645       | 57,53       |        |        |
| Blancs et nuls           | Blancs et nuls        | Blancs et nuls | 315          | 4,32         | 361         | 4,72        |        |        |
| Exprimés                 | Exprimés              | Exprimés       | 6 972        | 95,68        | 7 284       | 95,28       |        |        |
| * Liste du maire sortant |                       |                |              |              |             |             |        |        |

### Saint-Fargeau-Ponthierry
- Maire sortant : Lionel Walker
- 33 sièges à pourvoir au conseil municipal (population légale 2011 : 12 909 habitants)
- 13 sièges à pourvoir au conseil communautaire (CA Melun Val de Seine)

|                          | Jérôme Guyard   | DVD            | 2 857 | 53,27  | 26 | 10 |  |  |
|                          | Lionel Walker * | DVG            | 2 506 | 46,72  | 7  | 3  |  |  |
|                          |                 |                |       |        |    |    |  |  |
| Inscrits                 | Inscrits        | Inscrits       | 8 821 | 100,00 |    |    |  |  |
| Abstentions              | Abstentions     | Abstentions    | 3 238 | 36,71  |    |    |  |  |
| Votants                  | Votants         | Votants        | 5 583 | 63,29  |    |    |  |  |
| Blancs et nuls           | Blancs et nuls  | Blancs et nuls | 220   | 3,94   |    |    |  |  |
| Exprimés                 | Exprimés        | Exprimés       | 5 363 | 96,06  |    |    |  |  |
| * Liste du maire sortant |                 |                |       |        |    |    |  |  |

### Saint-Pathus
- Maire sortant : Jean-Benoît Pinturier
- 29 sièges à pourvoir au conseil municipal (population légale 2011 : 5 901 habitants)
- 3 sièges à pourvoir au conseil communautaire (CC Plaines et Monts de France)

|                          | Jean-Benoît Pinturier * | DVG            | 1 580 | 67,03  | 25 | 3 |  |  |
|                          | Nathalie Moine          | PS             | 777   | 32,96  | 4  |   |  |  |
|                          |                         |                |       |        |    |   |  |  |
| Inscrits                 | Inscrits                | Inscrits       | 4 142 | 100,00 |    |   |  |  |
| Abstentions              | Abstentions             | Abstentions    | 1 636 | 39,50  |    |   |  |  |
| Votants                  | Votants                 | Votants        | 2 506 | 60,50  |    |   |  |  |
| Blancs et nuls           | Blancs et nuls          | Blancs et nuls | 149   | 5,95   |    |   |  |  |
| Exprimés                 | Exprimés                | Exprimés       | 2 357 | 94,05  |    |   |  |  |
| * Liste du maire sortant |                         |                |       |        |    |   |  |  |

### Saint-Pierre-lès-Nemours
- Maire sortant : Bernard Rodier
- 29 sièges à pourvoir au conseil municipal (population légale 2011 : 5 575 habitants)
- 6 sièges à pourvoir au conseil communautaire (CC Pays de Nemours)

|                          | Bernard Rodier * | DVD            | 1 685 | 73,16  | 25 | 5 |  |  |
|                          | Jacques Nave     | UDI-MoDem      | 618   | 26,83  | 4  | 1 |  |  |
|                          |                  |                |       |        |    |   |  |  |
| Inscrits                 | Inscrits         | Inscrits       | 4 013 | 100,00 |    |   |  |  |
| Abstentions              | Abstentions      | Abstentions    | 1 531 | 38,15  |    |   |  |  |
| Votants                  | Votants          | Votants        | 2 482 | 61,85  |    |   |  |  |
| Blancs et nuls           | Blancs et nuls   | Blancs et nuls | 179   | 7,21   |    |   |  |  |
| Exprimés                 | Exprimés         | Exprimés       | 2 303 | 92,79  |    |   |  |  |
| * Liste du maire sortant |                  |                |       |        |    |   |  |  |

### Saint-Thibault-des-Vignes
- Maire sortant : Sinclair Vouriot
- 29 sièges à pourvoir au conseil municipal (population légale 2011 : 6 259 habitants)
- 3 sièges à pourvoir au conseil communautaire (CA de Marne et Gondoire)

|                          | Sinclair Vouriot * | DVD            | 1 694 | 76,23  | 26 | 3 |  |  |
|                          | Philippe Dere      | DVG            | 528   | 23,76  | 3  |   |  |  |
|                          |                    |                |       |        |    |   |  |  |
| Inscrits                 | Inscrits           | Inscrits       | 4 501 | 100,00 |    |   |  |  |
| Abstentions              | Abstentions        | Abstentions    | 2 170 | 48,21  |    |   |  |  |
| Votants                  | Votants            | Votants        | 2 331 | 51,79  |    |   |  |  |
| Blancs et nuls           | Blancs et nuls     | Blancs et nuls | 109   | 4,68   |    |   |  |  |
| Exprimés                 | Exprimés           | Exprimés       | 2 222 | 95,32  |    |   |  |  |
| * Liste du maire sortant |                    |                |       |        |    |   |  |  |

### Savigny-le-Temple
- Maire sortant : Marie-Line Pichery
- 35 sièges à pourvoir au conseil municipal (population légale 2011 : 29 074 habitants)
- 11 sièges à pourvoir au conseil communautaire (CA Grand Paris Sud)

| Tête de liste            | Tête de liste         | Liste          | Premier tour | Premier tour | Second tour | Second tour | Sièges | Sièges |
| Tête de liste            | Tête de liste         | Liste          | Voix         | %            | Voix        | %           | CM     | CC     |
| ------------------------ | --------------------- | -------------- | ------------ | ------------ | ----------- | ----------- | ------ | ------ |
|                          | Marie-Line Pichery *  | PS-PCF-EELV    | 3 181        | 44,26        | 4 237       | 51,68       | 27     | 9      |
|                          | Cathy Bissonnier      | UMP            | 2 195        | 30,54        | 3 961       | 48,31       | 8      | 2      |
|                          | Hervé Kiteba Simo     | DVD            | 1 572        | 21,87        |             |             |        |        |
|                          | Marie-Jeanne Blanchon | MoDem          | 238          | 3,31         |             |             |        |        |
|                          |                       |                |              |              |             |             |        |        |
| Inscrits                 | Inscrits              | Inscrits       | 16 862       | 100,00       | 16 862      | 100,00      |        |        |
| Abstentions              | Abstentions           | Abstentions    | 9 075        | 53,82        | 8 220       | 48,75       |        |        |
| Votants                  | Votants               | Votants        | 7 787        | 46,18        | 8 642       | 51,25       |        |        |
| Blancs et nuls           | Blancs et nuls        | Blancs et nuls | 601          | 7,72         | 444         | 5,14        |        |        |
| Exprimés                 | Exprimés              | Exprimés       | 7 186        | 92,28        | 8 198       | 94,86       |        |        |
| * Liste du maire sortant |                       |                |              |              |             |             |        |        |

### Serris
- Maire sortant : Denis Gayaudon
- 29 sièges à pourvoir au conseil municipal (population légale 2011 : 7 866 habitants)
- 8 sièges à pourvoir au conseil communautaire (CA Val d'Europe Agglomération)

| Tête de liste  | Tête de liste      | Liste          | Premier tour | Premier tour | Second tour | Second tour | Sièges | Sièges |
| Tête de liste  | Tête de liste      | Liste          | Voix         | %            | Voix        | %           | CM     | CC     |
| -------------- | ------------------ | -------------- | ------------ | ------------ | ----------- | ----------- | ------ | ------ |
|                | Philippe Descrouet | UDI            | 1 132        | 49,80        | 1 172       | 54,41       | 23     | 7      |
|                | Alain Chitrit      | DVD            | 639          | 28,11        | 620         | 28,78       | 4      | 1      |
|                | Patrick Gueguen    | DVG            | 317          | 13,94        | 362         | 16,80       | 2      |        |
|                | Joël Jeanville     | PS-PCF-EELV    | 185          | 8,13         |             |             |        |        |
|                |                    |                |              |              |             |             |        |        |
| Inscrits       | Inscrits           | Inscrits       | 4 310        | 100,00       | 4 311       | 100,00      |        |        |
| Abstentions    | Abstentions        | Abstentions    | 1 959        | 45,45        | 2 088       | 48,43       |        |        |
| Votants        | Votants            | Votants        | 2 351        | 54,55        | 2 223       | 51,57       |        |        |
| Blancs et nuls | Blancs et nuls     | Blancs et nuls | 78           | 3,32         | 69          | 3,10        |        |        |
| Exprimés       | Exprimés           | Exprimés       | 2 273        | 96,68        | 2 154       | 96,90       |        |        |

### Souppes-sur-Loing
- Maire sortant : Pierre Babut
- 29 sièges à pourvoir au conseil municipal (population légale 2011 : 5 494 habitants)
- 4 sièges à pourvoir au conseil communautaire (CC Gâtinais-Val de Loing)

|                          | Pierre Babut *      | DVG            | 1 221 | 68,02  | 25 | 4 |  |  |
|                          | Jean-Michel Baglain | UMP            | 379   | 21,11  | 3  |   |  |  |
|                          | Thierry Kermarrec   | DVD            | 195   | 10,86  | 1  |   |  |  |
|                          |                     |                |       |        |    |   |  |  |
| Inscrits                 | Inscrits            | Inscrits       | 3 536 | 100,00 |    |   |  |  |
| Abstentions              | Abstentions         | Abstentions    | 1 623 | 45,90  |    |   |  |  |
| Votants                  | Votants             | Votants        | 1 913 | 54,10  |    |   |  |  |
| Blancs et nuls           | Blancs et nuls      | Blancs et nuls | 118   | 6,17   |    |   |  |  |
| Exprimés                 | Exprimés            | Exprimés       | 1 795 | 93,83  |    |   |  |  |
| * Liste du maire sortant |                     |                |       |        |    |   |  |  |

### Thorigny-sur-Marne
- Maire sortant : Thibaud Guillemet
- 29 sièges à pourvoir au conseil municipal (population légale 2011 : 9 125 habitants)
- 3 sièges à pourvoir au conseil communautaire (CA de Marne et Gondoire)

| Tête de liste            | Tête de liste       | Liste          | Premier tour | Premier tour | Second tour | Second tour | Sièges | Sièges |
| Tête de liste            | Tête de liste       | Liste          | Voix         | %            | Voix        | %           | CM     | CC     |
| ------------------------ | ------------------- | -------------- | ------------ | ------------ | ----------- | ----------- | ------ | ------ |
|                          | Thibaud Guillemet * | DVG            | 1 334        | 38,39        | 1 878       | 50,92       | 22     | 2      |
|                          | Gisèle Queney       | DVD            | 1 191        | 34,28        | 1 810       | 49,07       | 7      | 1      |
|                          | Bernard Durca       | DVD            | 578          | 16,63        |             |             |        |        |
|                          | Fabrice Hamelin     | PS-PCF-EELV    | 371          | 10,67        |             |             |        |        |
|                          |                     |                |              |              |             |             |        |        |
| Inscrits                 | Inscrits            | Inscrits       | 6 247        | 100,00       | 6 247       | 100,00      |        |        |
| Abstentions              | Abstentions         | Abstentions    | 2 662        | 42,61        | 2 456       | 39,31       |        |        |
| Votants                  | Votants             | Votants        | 3 585        | 57,39        | 3 791       | 60,69       |        |        |
| Blancs et nuls           | Blancs et nuls      | Blancs et nuls | 111          | 3,10         | 103         | 2,72        |        |        |
| Exprimés                 | Exprimés            | Exprimés       | 3 474        | 96,90        | 3 688       | 97,28       |        |        |
| * Liste du maire sortant |                     |                |              |              |             |             |        |        |

### Torcy
- Maire sortant : Guillaume Le Lay-Felzine
- 35 sièges à pourvoir au conseil municipal (population légale 2011 : 22 866 habitants)
- 11 sièges à pourvoir au conseil communautaire (CA Paris - Vallée de la Marne)

|                          | Guillaume Le Lay-Felzine * | PS-PCF-EELV    | 3 694  | 70,20  | 30 | 10 |  |  |
|                          | Meziane Benarab            | UMP-UDI        | 1 568  | 29,79  | 5  | 1  |  |  |
|                          |                            |                |        |        |    |    |  |  |
| Inscrits                 | Inscrits                   | Inscrits       | 12 067 | 100,00 |    |    |  |  |
| Abstentions              | Abstentions                | Abstentions    | 6 503  | 53,89  |    |    |  |  |
| Votants                  | Votants                    | Votants        | 5 564  | 46,11  |    |    |  |  |
| Blancs et nuls           | Blancs et nuls             | Blancs et nuls | 302    | 5,43   |    |    |  |  |
| Exprimés                 | Exprimés                   | Exprimés       | 5 262  | 94,57  |    |    |  |  |
| * Liste du maire sortant |                            |                |        |        |    |    |  |  |

### Tournan-en-Brie
- Maire sortant : Laurent Gautier
- 29 sièges à pourvoir au conseil municipal (population légale 2011 : 8 174 habitants)
- 7 sièges à pourvoir au conseil communautaire (CC Les Portes Briardes Entre Villes et Forêts)

|                          | Laurent Gautier *      | DVG            | 1 904 | 54,87  | 23 | 6 |  |  |
|                          | Frédérique Humbert     | DVD            | 1 038 | 29,91  | 4  | 1 |  |  |
|                          | Martine Clement-launay | FN             | 528   | 15,21  | 2  |   |  |  |
|                          |                        |                |       |        |    |   |  |  |
| Inscrits                 | Inscrits               | Inscrits       | 5 712 | 100,00 |    |   |  |  |
| Abstentions              | Abstentions            | Abstentions    | 2 145 | 37,55  |    |   |  |  |
| Votants                  | Votants                | Votants        | 3 567 | 62,45  |    |   |  |  |
| Blancs et nuls           | Blancs et nuls         | Blancs et nuls | 97    | 2,72   |    |   |  |  |
| Exprimés                 | Exprimés               | Exprimés       | 3 470 | 97,28  |    |   |  |  |
| * Liste du maire sortant |                        |                |       |        |    |   |  |  |

### Trilport
- Maire sortant : Jean-Michel Morer
- 27 sièges à pourvoir au conseil municipal (population légale 2011 : 4 866 habitants)
- 4 sièges à pourvoir au conseil communautaire (CA Pays de Meaux)

|                          | Jean-Michel Morer * | DVG            | 1 127 | 52,39  | 21 | 3 |  |  |
|                          | Patrick Augey       | UMP-UDI        | 1 024 | 47,60  | 6  | 1 |  |  |
|                          |                     |                |       |        |    |   |  |  |
| Inscrits                 | Inscrits            | Inscrits       | 3 487 | 100,00 |    |   |  |  |
| Abstentions              | Abstentions         | Abstentions    | 1 226 | 35,16  |    |   |  |  |
| Votants                  | Votants             | Votants        | 2 261 | 64,84  |    |   |  |  |
| Blancs et nuls           | Blancs et nuls      | Blancs et nuls | 110   | 4,87   |    |   |  |  |
| Exprimés                 | Exprimés            | Exprimés       | 2 151 | 95,13  |    |   |  |  |
| * Liste du maire sortant |                     |                |       |        |    |   |  |  |

### Vaires-sur-Marne
- Maire sortant : Jean-Pierre Noyelles (UMP)
- 33 sièges à pourvoir au conseil municipal (population légale 2011 : 12 812 habitants)
- 10 sièges à pourvoir au conseil communautaire (CA Paris - Vallée de la Marne)

|                          | Jean-Pierre Noyelles * | UMP            | 3 440 | 73,26  | 29 | 9 |  |  |
|                          | Yannick Marquis        | PS-PCF-EELV    | 1 255 | 26,73  | 4  | 1 |  |  |
|                          |                        |                |       |        |    |   |  |  |
| Inscrits                 | Inscrits               | Inscrits       | 8 389 | 100,00 |    |   |  |  |
| Abstentions              | Abstentions            | Abstentions    | 3 507 | 41,80  |    |   |  |  |
| Votants                  | Votants                | Votants        | 4 882 | 58,20  |    |   |  |  |
| Blancs et nuls           | Blancs et nuls         | Blancs et nuls | 187   | 3,83   |    |   |  |  |
| Exprimés                 | Exprimés               | Exprimés       | 4 695 | 96,17  |    |   |  |  |
| * Liste du maire sortant |                        |                |       |        |    |   |  |  |

### Vaux-le-Pénil
- Maire sortant : Pierre Herrero
- 33 sièges à pourvoir au conseil municipal (population légale 2011 : 10 803 habitants)
- 5 sièges à pourvoir au conseil communautaire (CA Melun Val de Seine)

|                          | Pierre Herrero * | DVG            | 3 043 | 67,23  | 28 | 5 |  |  |
|                          | Clodi Pratola    | DVD            | 1 483 | 32,76  | 5  |   |  |  |
|                          |                  |                |       |        |    |   |  |  |
| Inscrits                 | Inscrits         | Inscrits       | 8 329 | 100,00 |    |   |  |  |
| Abstentions              | Abstentions      | Abstentions    | 3 580 | 42,98  |    |   |  |  |
| Votants                  | Votants          | Votants        | 4 749 | 57,02  |    |   |  |  |
| Blancs et nuls           | Blancs et nuls   | Blancs et nuls | 223   | 4,70   |    |   |  |  |
| Exprimés                 | Exprimés         | Exprimés       | 4 526 | 95,30  |    |   |  |  |
| * Liste du maire sortant |                  |                |       |        |    |   |  |  |

### Veneux-les-Sablons
- Maire sortant : Michel Bénard
- 27 sièges à pourvoir au conseil municipal (population légale 2011 : 4 820 habitants)
- 4 sièges à pourvoir au conseil communautaire (CC Moret Seine et Loing)

| Tête de liste            | Tête de liste   | Liste          | Premier tour | Premier tour | Second tour | Second tour | Sièges | Sièges |
| Tête de liste            | Tête de liste   | Liste          | Voix         | %            | Voix        | %           | CM     | CC     |
| ------------------------ | --------------- | -------------- | ------------ | ------------ | ----------- | ----------- | ------ | ------ |
|                          | Michel Bénard * | PS             | 992          | 45,11        | 1 080       | 46,41       | 20     | 3      |
|                          | Valérie Epikmen | UMP-UDI        | 775          | 35,24        | 1 010       | 43,40       | 6      | 1      |
|                          | François Mercey | DVD            | 432          | 19,64        | 237         | 10,18       | 1      |        |
|                          |                 |                |              |              |             |             |        |        |
| Inscrits                 | Inscrits        | Inscrits       | 3 831        | 100,00       | 3 831       | 100,00      |        |        |
| Abstentions              | Abstentions     | Abstentions    | 1 526        | 39,83        | 1 443       | 37,67       |        |        |
| Votants                  | Votants         | Votants        | 2 305        | 60,17        | 2 388       | 62,33       |        |        |
| Blancs et nuls           | Blancs et nuls  | Blancs et nuls | 106          | 4,60         | 61          | 2,55        |        |        |
| Exprimés                 | Exprimés        | Exprimés       | 2 199        | 95,40        | 2 327       | 97,45       |        |        |
| * Liste du maire sortant |                 |                |              |              |             |             |        |        |

### Vert-Saint-Denis
- Maire sortant : Éric Bareille
- 29 sièges à pourvoir au conseil municipal (population légale 2011 : 6 986 habitants)
- 5 sièges à pourvoir au conseil communautaire (CA Grand Paris Sud)

| Tête de liste            | Tête de liste      | Liste          | Premier tour | Premier tour | Second tour | Second tour | Sièges | Sièges |
| Tête de liste            | Tête de liste      | Liste          | Voix         | %            | Voix        | %           | CM     | CC     |
| ------------------------ | ------------------ | -------------- | ------------ | ------------ | ----------- | ----------- | ------ | ------ |
|                          | Éric Bareille *    | PS-PCF-EELV    | 1 004        | 32,90        | 1 292       | 41,22       | 21     | 4      |
|                          | Catherine Guilcher | DVD            | 822          | 26,94        | 1 129       | 36,02       | 5      | 1      |
|                          | Didier Eude        | DVD            | 755          | 24,74        | 713         | 22,75       | 3      |        |
|                          | Jérome Dumoulin    | DVG            | 470          | 15,40        |             |             |        |        |
|                          |                    |                |              |              |             |             |        |        |
| Inscrits                 | Inscrits           | Inscrits       | 5 484        | 100,00       | 5 484       | 100,00      |        |        |
| Abstentions              | Abstentions        | Abstentions    | 2 307        | 42,07        | 2 245       | 40,94       |        |        |
| Votants                  | Votants            | Votants        | 3 177        | 57,93        | 3 239       | 59,06       |        |        |
| Blancs et nuls           | Blancs et nuls     | Blancs et nuls | 126          | 3,97         | 105         | 3,24        |        |        |
| Exprimés                 | Exprimés           | Exprimés       | 3 051        | 96,03        | 3 134       | 96,76       |        |        |
| * Liste du maire sortant |                    |                |              |              |             |             |        |        |

### Villenoy
- Maire sortant : Roger Paoletti
- 27 sièges à pourvoir au conseil municipal (population légale 2011 : 4 161 habitants)
- 4 sièges à pourvoir au conseil communautaire (CA Pays de Meaux)

| Tête de liste  | Tête de liste   | Liste          | Premier tour | Premier tour | Second tour | Second tour | Sièges | Sièges |
| Tête de liste  | Tête de liste   | Liste          | Voix         | %            | Voix        | %           | CM     | CC     |
| -------------- | --------------- | -------------- | ------------ | ------------ | ----------- | ----------- | ------ | ------ |
|                | Michel Venries  | DVG            | 586          | 39,38        | 644         | 40,91       | 20     | 3      |
|                | André Esmery    | DVG            | 476          | 31,98        | 528         | 33,54       | 4      | 1      |
|                | Guyslaine Silva | UMP            | 426          | 28,62        | 402         | 25,54       | 3      |        |
|                |                 |                |              |              |             |             |        |        |
| Inscrits       | Inscrits        | Inscrits       | 2 600        | 100,00       | 2 600       | 100,00      |        |        |
| Abstentions    | Abstentions     | Abstentions    | 987          | 37,96        | 959         | 36,88       |        |        |
| Votants        | Votants         | Votants        | 1 613        | 62,04        | 1 641       | 63,12       |        |        |
| Blancs et nuls | Blancs et nuls  | Blancs et nuls | 125          | 7,75         | 67          | 4,08        |        |        |
| Exprimés       | Exprimés        | Exprimés       | 1 488        | 92,25        | 1 574       | 95,92       |        |        |

### Villeparisis
- Maire sortant : José Hennequin
- 35 sièges à pourvoir au conseil municipal (population légale 2011 : 24 525 habitants)
- 5 sièges à pourvoir au conseil communautaire (CA Roissy Pays de France)

| Tête de liste  | Tête de liste             | Liste          | Premier tour | Premier tour | Second tour | Second tour | Sièges | Sièges |
| Tête de liste  | Tête de liste             | Liste          | Voix         | %            | Voix        | %           | CM     | CC     |
| -------------- | ------------------------- | -------------- | ------------ | ------------ | ----------- | ----------- | ------ | ------ |
|                | Gilles Loubignac          | PS-PCF-EELV    | 2 739        | 42,07        | 3 275       | 47,55       | 8      | 1      |
|                | Hervé Touguet             | DVD            | 2 395        | 36,78        | 3 612       | 52,44       | 27     | 4      |
|                | Claude Sicre De Fontbrune | UDI-MoDem      | 1 376        | 21,13        |             |             |        |        |
|                |                           |                |              |              |             |             |        |        |
| Inscrits       | Inscrits                  | Inscrits       | 14 264       | 100,00       | 14 264      | 100,00      |        |        |
| Abstentions    | Abstentions               | Abstentions    | 7 501        | 52,59        | 7 150       | 50,13       |        |        |
| Votants        | Votants                   | Votants        | 6 763        | 47,41        | 7 114       | 49,87       |        |        |
| Blancs et nuls | Blancs et nuls            | Blancs et nuls | 253          | 3,74         | 227         | 3,19        |        |        |
| Exprimés       | Exprimés                  | Exprimés       | 6 510        | 96,26        | 6 887       | 96,81       |        |        |